# 極東国際軍事裁判

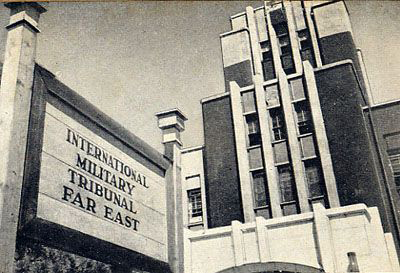
裁判所が置かれた市ヶ谷の旧陸軍士官学校講堂（1946年5月）

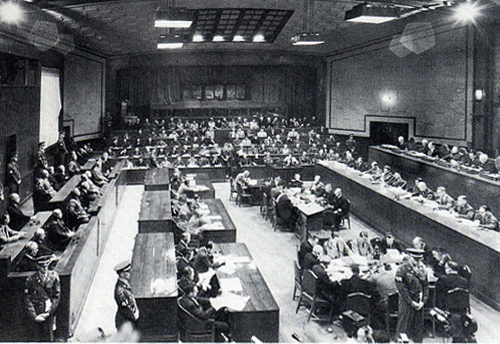
公判中の法廷内（1946年）

極東国際軍事裁判（きょくとうこくさいぐんじさいばん、旧字体：極東國際軍事裁判󠄁、英語: The International Military Tribunal for the Far East、1946年（昭和21年）5月3日 - 1948年（昭和23年）11月12日）とは、第二次世界大戦の終戦後、連合国軍占領下の日本で開廷された国際軍事裁判。東京裁判（とうきょうさいばん、英語: Tokyo Trial）とも呼ばれる。
広田弘毅・東条英機元内閣総理大臣など日本の指導者28名が「1928年（昭和3年）1月1日から1945年（昭和20年）9月2日」にかけて「侵略戦争」を起こす共同謀議を行い 、「平和愛好諸国民の利益並びに日本国民自身の利益を毀損」したとして、平和に対する罪（A級犯罪）、通常の戦争犯罪（B級犯罪）及び人道に対する罪（C級犯罪）の容疑で裁いたものである。

## 概要
本裁判は、連合国によって東京市ヶ谷の旧陸軍士官学校大講堂に設置された極東国際軍事法廷において、ポツダム宣言第10項を法的根拠とし、連合国軍占領下の日本にて連合国が戦争犯罪人として指定した日本の指導者などを、裁いた一審制の軍事裁判である。
裁判は、例外的に罪刑法定主義に反して事後法の遡及的適用が行われ連合国側の戦争責任が問われなかったことや、連合国側の証言ばかりが採用され、日本側に有利な証拠は却下されていたことなどから、日本国内では保守層を中心に「連合国による復讐」ではないかといった声がある。一方で仮に裁判の進行に問題があったとされても、日本の戦争犯罪については多くの客観的証拠によって正確な認定がなされており、弁解の余地がないものもある。
「共同謀議」の始期を1928年（昭和3年）1月1日からとしたのは検事側が田中上奏文（偽物）を見て信じたからと推測されるが、検事が秦徳純将軍を出廷させこの文書を証明しようとしたが、この証言は林逸郎弁護士の反対尋問により破られた。

### 『南京事件』の認定
この東京裁判法廷は、日中戦争（日華事変）中の日本軍による中国大陸の南京占領の際に、約2月間にわたって20万人以上の中国人が殺害されたと認定した（南京事件）。この「20万人」という犠牲者数を中心に、事件当時の人口「20万人」や5万人の人口増加の点などから、事件の真偽や実態について、東京裁判の判断の是非をめぐる議論が続いている（南京事件論争）。不作為責任をめぐる議論もある（後述）。
この裁判では、その過程において南京事件の認定がなされ、近代では「日本の戦争犯罪」として世界的に問題を指摘されており、日本の戦争犯罪の歴史は外交問題に発展することも珍しくない。

### 被告人
A級「平和に対する罪」で有罪になった被告人は23名、B級「通常の戦争犯罪」で有罪になった被告人は7名、C級「人道に対する罪」で有罪となった被告人はいない。
裁判中に病死した2名（松岡洋右、永野修身）と病気によって免訴された1名（大川周明）を除く25名が有罪判決を受け、うち7名が死刑となった。
なお、日本国との平和条約により「the judgments 」を『受諾』し、『異議を述べる立場にない』というのが日本政府の立場である。
また、ほぼ同時期に重なって、BC級のみに該当するとして起訴された戦争犯罪を裁いた裁判が横浜で行われており、こちらは横浜裁判と呼ばれる。

## 沿革
ドイツの降伏後にイギリス、フランス、アメリカ合衆国、ソビエト連邦の4か国が調印した国際軍事裁判所憲章に基づいてドイツでニュルンベルク裁判が実施された。それを参照して極東国際軍事裁判所条例が定められた。11カ国（インド、オランダ、カナダ、イギリス、アメリカ、オーストラリア、中国、ソ連、フランス、ニュージーランド、フィリピン）が裁判所に裁判官と検察官を提供した。弁護側は日米弁護士で構成された。極東国際軍事裁判に起訴された被告人は合計28名であった。

### 経過
- 1946年（昭和21年）1月19日 - 極東国際軍事裁判所条例制定
  - 同日、連合国軍最高司令官総司令部（GHQ/SCAP）総司令官：ダグラス・マッカーサー元帥による「極東国際軍事裁判所設立に関する特別宣言」
  - 4月17日 - A級戦犯28名が確定
  - 4月29日[注釈 2] - 起訴状の提出
  - 5月3日 - 開廷（於：市ヶ谷の旧陸軍士官学校）
  - 5月6日 - 罪状認否
  - 5月13日 - 弁護側による管轄権忌避動議
  - 5月14日 - 弁護側による補足動議
  - 6月4日 - 検察側立証開始
- 1947年（昭和22年）1月24日 - 検察側立証終了
  - 1月27日 - 弁護団による公訴棄却動議の提出
  - 2月24日 - 弁護側反証開始
  - （5月3日 - 日本国憲法施行）
- 1948年（昭和23年）8月3日 - 判決文の翻訳開始
  - 11月12日 - 判決言い渡し終了
  - 12月23日[注釈 3] - A級戦犯中7名[注釈 4]に死刑執行
- 1952年（昭和27年）4月28日 - 日本国との平和条約（通称：サンフランシスコ講和条約）発効により、日本国政府は本裁判を受諾

## 開廷までの経緯

### アメリカの対日政策

#### 敵国の戦争犯罪の取り扱いについての初期の議論
1944年8月から終戦以降の政策方針と敵国の戦争犯罪人の取り扱いについて議論された。ヘンリー・モーゲンソー財務長官はナチス指導者の即決処刑を主張し、他方、ヘンリー・スティムソン陸軍長官は「文明的な裁判」による懲罰を主張した。アメリカの新聞はモーゲンソーの即決処刑論を猛攻撃し、ルーズベルト大統領も裁判方式を支持することとなった。スティムソンは裁判は「報復」の対極にあるとみなしていた。
なお、東京裁判のニュルンベルク裁判との大きな違いは、ニュルンベルク裁判では起訴された人は皆有名人で、戦前から欧米に名が知れている者も多くいた。それに比べ東京裁判では一部中国から恨まれている人もいたものの多くは無名であった。その他、ニュルンベルク裁判で他国の検事が判決を話し合ったのに対し、東京裁判では主席検事のジョセフ・キーナン以外は認められなかった。

#### 国務・陸軍・海軍三省調整委員会極東小委員会
アメリカ対日政策を検討する機関として1944年12月に国務・陸軍・海軍三省調整委員会 (SWNCC) が設立された。さらにその下位組織極東小委員会 (Subcommittee for the Far East,SFE) が1945年（昭和20年）1月に設立され、日本と朝鮮の占領政策案が作成された。裁判方式にするか、指導者の処刑方式かの検討もなされ、1945年8月9日報告書 (SFE106) では対独政策を踏襲し、「共同謀議」の起訴を満州事変までさかのぼること、日本にはドイツのような組織的迫害の行為はなかったので人道に対する罪を問責しても無駄であると報告された。
8月13日の会議では日本に対しても平和に対する罪、人道に対する罪の責任者を含めることが合意され、8月24日のSWNCC57/1で占領軍が直接逮捕をし、容疑者が自殺で殉教者になることを防ぐ、連合国間の対等性を保障し各国が首席判事を出すこと、判決の権限はマッカーサーにあるとされた。

#### 連合国戦争犯罪委員会による対日勧告
1943年（昭和18年）10月20日に17カ国が共同で設立した連合国戦争犯罪委員会(UNWCC)は戦争犯罪の証拠調査を担当する機関であったが、終戦期には政策提言などを行うようになっており、オーストラリア代表ライト卿が対日政策勧告を提言し、1945年（昭和20年）8月8日には極東太平洋特別委員会を設置し、委員長には中華民国の駐英大使顧維鈞が就任し、8月29日に対日勧告が採択された。

#### SWNCC57/3指令
アメリカ統合参謀本部がJCS1512、またアメリカ合衆国内の日本占領問題を討議する国務・陸軍・海軍調整委員会が1945年（昭和20年）10月2日にSWNCC57/3指令をマッカーサーに対して発し、日本における軍事裁判所の設置準備が開始された。
しかし、ダグラス・マッカーサーはこうした「国際裁判」には否定的で、57/3指令を公表すれば、日本政府がダメージを受けて直接軍政をせざるをえない、東條英機を裁く権限を自分に与えるよう同年10月7日の陸軍宛電報で述べ、アメリカ単独法廷を主張し、ハーグ条約で対米戦争を裁くことによる「戦争の犯罪化」に反対した。GHQ参謀第二部部長チャールズ・ウィロビーによれば、マッカーサーが東京裁判に反対したのは南北戦争で南部に怨恨が根深く残ったことを知っていたからだと述べている。
スティムソン、マクロイ陸軍次官補らはマッカーサーの提言を採用せず、57/3指令の国際裁判方針を固守した。

### イギリス
イギリス外務省はアメリカの対日基本政策に対して消極的で、日本人指導者の国際裁判にも賛同していなかった。もともとイギリスは、1944年（昭和19年）9月以来、ドイツ指導者の即決処刑を米ソに訴えていた。イギリスは、裁判方式は長期化するし、またドイツに宣伝の機会を与えるし、伝統的な軍事裁判は各国で行えばよいという考えだった。結局英国は、1945年（昭和20年）5月に、ドイツ指導者の国際裁判に同意した。
ただし、この時点でもまだ日本指導者の国際裁判には同意していなかった。のち、イギリス連邦政府自治省およびイギリス連邦自治領のオーストラリアやニュージーランドによる裁判の積極的関与をうけたが、イギリスは同年12月12日、アメリカに技術的問題の決定権を委任した。

### 中華民国
中華民国国民政府では、カイロ会談直前の1943年（昭和18年）10月、孫文の長男孫科が重慶の英字紙ナショナル・ヘラルドで天皇および天皇崇拝を一掃せよと論じた。その後重慶に設置された連合国戦争犯罪委員会極東小委員会はアメリカ、イギリス、中華民国、オランダで構成され、日本人戦犯リストを選定した。
1945年（昭和20年）6月に作成された「侵戦以来敵国主要罪犯調査票」では、「日皇裕仁」をはじめとする「陸軍罪犯」173人、「海軍罪犯」13人、「政治罪犯」41人、「特殊罪犯」20人が選定された。7月17日、国民参政会は、天皇を戦争犯罪人として指名し、天皇制度廃止を主張したが、国民党政府は米国の方針と合わせて、訴追しないとした。
同年9月の「日本主要戦争罪犯名単」では178人が選定され、その後「日本侵華主要罪犯」として本庄繁、土肥原賢二、谷寿夫（第6師団長）、橋本欣五郎、板垣征四郎、畑俊六（支那派遣軍総司令官）、東條英機、和知鷹二（太原特務機関長）、影佐禎昭（支那派遣軍総司令部）、酒井隆（第23軍司令官）、磯谷廉介（香港総督）、喜多誠一（第1方面軍司令官）の12人、さらに1946年1月に「第2批日本主要戦犯名単」として、南次郎、荒木貞夫、平沼騏一郎、阿部信行、米内光政、小磯国昭、嶋田繁太郎、広田弘毅、松岡洋右、東郷茂徳、梅津美治郎、松井石根、寺内寿一、牟田口廉也、河辺正三、谷正之、山田乙三、有田八郎、青木一男、末次信正、西尾寿造ら21人、合計33人の戦犯名簿をGHQに提出した。またBC級戦犯は83人が選定され、極東小委員会は1947年3月までに日本軍人戦犯合計3147人を選定し、このうち国民党政府が指名したものは、2523人にのぼった。
12月23日には、中央憲兵司令部天津情報組駐東北情報員李箕山の「日本再起防止 共同管制政策」では天皇に退位を求め、万世一系の皇統思想をひっくり返すと主張した。
また翌1946年から1948年の文書「日本天皇世系問題」では天皇は日本の侵略的軍国主義の精神的基礎であるため排除を求めた。

### 国際検察局の設置
1945年（昭和20年）12月6日、アメリカ代表検事ジョセフ・キーナンが来日する。翌7日、マッカーサーは事後法批判の回避、早期開廷、東条内閣閣僚の起訴をキーナンに命じた。翌12月8日、GHQの一局として国際検察局 (IPS) が設置された。

### 国際軍事裁判所憲章と特別宣言
1946年（昭和21年）1月19日、ニュルンベルク裁判の根拠となった国際軍事裁判所憲章を参照して極東国際軍事裁判所条例（極東国際軍事裁判所憲章）が定められた(1946年4月26日一部改正)。
同日、連合国軍最高司令官マッカーサー元帥が極東国際軍事裁判所設立に関する特別宣言を発した。この宣言は、ポツダム宣言および降伏文書、1945年12月26日のモスクン会議によってマッカーサーに対してアメリカ・イギリス・ソ連、そして中華民国から付与された、日本政府が降伏条件を実施するために連合国軍最高司令官が一切の命令を行うという権限に基づく。

### フランス
アメリカ国務省は1945年末にフランス政府に対し判事と検察官を指名するよう要請したが、フランスが悠長であったため翌1946年1月22日に催促した。フランスははじめインドシナ高等弁務官のダルジャンリューの意見もあり、パリ大学のジャン・エスカラを選んだ。エスカラは1920年代に蒋介石中華民国の法律顧問をつとめたこともあったが、要請を断り、他の学者を紹介するにとどめた。一方、第二機甲師団陸軍准将ポール・ジロー・ド・ラングラードらが政府に対して派遣する法律家は植民地での経験があるものがよいと提言し、マダガスカルや西アフリカの控訴院判事を歴任したアンリ・アンビュルジュが指名された。しかしアンビュルジュも出発直前になって固辞し、アンリ・ベルナールが指名された。

### 日本の裁判対策
終戦後、日本では自主裁判も構想されたが、美山要蔵の日記にもあるように残虐行為の実行者のみが裁判の対象となってしまい、戦争裁判は戦勝国による「勝者の裁き」であるとの覚悟があったとされる。
1945年（昭和20年）10月3日、東久邇宮内閣は「戦争責任に関する応答要領（案）」を作成し、その後11月5日終戦連絡幹事会は「戦争責任に関する応答要領」を作成し、天皇を追及から守ること、国家弁護と個人弁護を同時に追求すると書かれた。
外務省外局終戦連絡中央事務局主任の中村豊一は同年11月20日、戦争裁判対策を提言し、弁護団、資料提供、臨時戦争犯罪人関係調査委員会の設置、戦争犯罪人審理対策委員会を提言したが、外務省は政府指導になるという理由で却下した。
その後、吉田茂が12月に法務審議室を設置した。翌1946年（昭和21年）2月には内外法政研究会が発足し、高柳賢三、田岡良一、石橋湛山らが戦争犯罪人の法的根拠や開戦責任などについての研究報告をおこなった。
また意外なことに巣鴨拘置所では裁判前の尋問段階から収監者どうしの会話は自由でいくらでも口裏を合わすことが可能であった。そのためか、個々の人間の裁判に対する姿勢は諦観に包まれて殊更争おうとはしないものなどもいて差異もあったものの、全員がこれを法戦ととらえ、無罪を主張することでは一致していた。また、暴力行為や右翼で名を知られた者も多いBC級戦犯もともに収監されており、橋本欣五郎などはそのような取り巻き３、4名がいたのを刑期中のことであるが見られている。このことから、裁判の進行にしたがって個々人の戦略のズレや責任の押し付け合いなどはある程度あったものの、幾多の隠蔽や欺瞞が行われ、多くの真相が隠され、あるいは偽られたことは想像に難くない。

## 裁判

### 国際検察局から執行委員会へ
1946年（昭和21年）2月2日、イギリス代表検事が来日する。2月13日に ジョセフ・キーナンアメリカ合衆国代表検事がアメリカ以外の検事は参与であるとの通達を出すと、イギリス、英連邦検事はこれに反発し、3月2日に各国検事をメンバーとした執行委員会が設立される。
執行委員会一覧
- ジョセフ・キーナン（アメリカ合衆国派遣） - 首席検察官
- アーサー・S・コミンズ・カー（グレートブリテンおよび北アイルランド連合王国派遣） - 次席検察官
- セルゲイ・A・ゴルンスキー（ソビエト社会主義共和国連邦派遣）
- アラン・ジェームス・マンスフィールド（オーストラリア連邦派遣）
- ロナルド・ヘンリー・クイリアム（ニュージーランド派遣）- 裁判の進め方や未訴追戦犯の拘留が長い事に抗議し、1947年末に帰国している[45]。
- ヘンリー・グラタン・ノーラン（英語版）（カナダ派遣）
- 向哲濬（中国語版、英語版）（中華民国派遣）
- ロベル・L・オネト（フランス共和国派遣）
- W・G・F・ボルゲルホフ・マルデル（オランダ王国派遣）
- ゴビンダ・メノン（インド派遣）
- ペドロ・ロペス（英語版）（アメリカ領フィリピン派遣）

### 被告人の選定
1946年（昭和21年）1月、被告人の選定にあたってイギリスはニュルンベルク裁判と同様に知名度を基準に10人を指名した。執行委員会の4月4日会議では29名が選ばれるが、4月8日には石原莞爾、真崎甚三郎、田村浩が除外された。4月13日にはソ連検事が来日したが、ソ連側は天皇訴追を求めなかった。そのかわり4月17日、ソ連は鮎川義介、重光葵、梅津美治郎、富永恭次、藤原銀次郎の起訴を提案し、そのうち重光と梅津が追加され、被告人28名が確定した。
被告人一覧
- 荒木貞夫
- 板垣征四郎
- 梅津美治郎
- 大川周明
- 大島浩
- 岡敬純
- 賀屋興宣

- 木戸幸一
- 木村兵太郎
- 小磯國昭
- 佐藤賢了
- 重光葵
- 嶋田繁太郎
- 白鳥敏夫

- 鈴木貞一
- 東郷茂徳
- 東條英機
- 土肥原賢二
- 永野修身
- 橋本欣五郎
- 畑俊六

- 平沼騏一郎
- 広田弘毅
- 星野直樹
- 松井石根
- 松岡洋右
- 南次郎
- 武藤章

### 起訴状の作成過程
1946年（昭和21年）4月5日の執行委員会でイギリスのアーサー・S・コミンズ・カー検事は起訴状案を発表、そのなかで「平和に対する罪」の共同謀議を、1931年〜1945年の「全般的共同謀議」と4つの時期におよぶ個別的共同謀議（満州事変、日中戦争、三国同盟、全連合国に対する戦争）の5つに分割した。また平和に対する罪では死刑を求刑できないので、通例の戦争犯罪である公戦法違反で裁くべきであると主張した。

#### 訴因「殺人」と「人道に対する罪」
極東国際軍事裁判独自の訴因に「殺人」がある。ニュルンベルク・極東憲章には記載がないが、これはマッカーサーが「殺人に等しい」真珠湾攻撃を追及するための独立訴因として検察に要望し、追加されたものである。これによって「人道に対する罪」は同裁判における訴因としては単独の意味がなくなったともいわれる。しかも、1946年4月26日の憲章改正においては「一般住民に対する」という文言が削除された。最終的に「人道に対する罪」が起訴方針に残された理由は、連合国側がニュルンベルク裁判と東京裁判との間に統一性を求めたためであり、また法的根拠のない訴因「殺人」の補強根拠として使うためだったといわれる。このような起訴方針についてオランダ、中華民国、フィリピンは「アングロサクソン色が強すぎる」として批判し、中国側検事の向哲濬(浚)は、南京事件の殺人訴因だけでなく、広東・漢口での日本軍による偶発的行為を追加させた。
ニュルンベルク裁判の基本法である国際軍事裁判所憲章で初めて規定された「人道に対する罪」が南京事件について適用されたと誤解されていることもあるが、南京事件について連合国は交戦法違反として問責したのであって、「人道に関する罪」が適用されたわけではなかった。南京事件は訴因のうち第二類「殺人」(訴因45-50)で扱われた。
なお、731部隊等で知られる日本軍の非人道的な人体実験や生物兵器･毒ガス兵器の研究開発については、これらのデータを入手･秘匿したかった米軍が日本側責任者であった石井四郎と免責と引換えにこれを入手することにした為、また、旧日本軍の実際の戦闘での毒ガス使用については、米軍は日本軍の日中戦争での使用の証拠を掴んでいたものの、当時始まり出していた冷戦の中でこの分野では自陣営側が有利と見た米軍が、既に国際条約では使用を禁止されていたとはいえ、東京裁判で取り上げて自ら毒ガス使用を完全に戦争犯罪とし、自軍の手を縛るようなことは避けたかった為、それぞれ東京裁判では扱われなかったとする説がある。

#### 昭和天皇の訴追問題
オーストラリアなど連合国の中には昭和天皇の訴追に対して積極的な国もあった。白豪主義を国是としていたオーストラリアは、人種差別感情に基づく対日恐怖および対日嫌悪の感情が強い上に、差別していた対象の日本軍から繰り返し本土への攻撃を受けたこともあり、日本への懲罰に最も熱心だった。また太平洋への覇権・利権獲得のためには、日本を徹底的に無力化することで自国の安全を確保しようとしていた。エヴァット外相は1945年9月10日、「天皇を含めて日本人戦犯全員を撲滅することがオーストラリアの責務」と述べている。1945年8月14日に連合国戦争犯罪委員会 (UNWCC) で昭和天皇を戦犯に加えるかどうかが協議されたが、アメリカ政府は戦犯に加えるべきではないという意見を伝達した。1946年1月、オーストラリア代表は昭和天皇を含めた46人の戦犯リストを提出したが、アメリカ、イギリス、フランス、中華民国、ニュージーランドはこのリストを決定するための証拠は委員会の所在地ロンドンに無いとして反対し、このリストは対日理事会と国際検察局に参考として送られるにとどまった。8月17日には、イギリスから占領コストの削減の観点から、天皇起訴は政治的誤りとする意見がオーストラリアに届いていたが、オーストラリアは日本の旧体制を完全に破壊するためには天皇を有罪にしなければならないとの立場を貫き、10月にはUNWCCへの採択を迫ったが、米英に阻止された。
アメリカ陸軍省でも天皇起訴論と不起訴論の対立があったが、マッカーサーによる昭和天皇との会見を経て、天皇の不可欠性が重視された。さらに1946年（昭和21年）1月25日、マッカーサーはアイゼンハワー参謀総長宛電報において、天皇起訴の場合は、占領軍の大幅増強が必要と主張した。このようなアメリカの立場からすると、オーストラリアの積極的起訴論は邪魔なものでしかなかった。
なお、オーストラリア同様イギリス連邦の構成国であるニュージーランドは捜査の結果次第では天皇を起訴すべしとしていたが、GHQによる天皇利用については冷静な対応をとるべきとカール・ベレンセン駐米大使はピーター・フレイザー首相に進言、首相は同意した。またソ連は天皇問題を提起しないことをソ連共産党中央委員会が決定した。
同年4月3日、最高意思決定機関である極東委員会 (FEC) はFEC007/3政策決定により、「了解事項」として天皇不起訴が合意され、「戦争犯罪人としての起訴から日本国天皇を免除する」ことが合意された。4月8日、オーストラリア代表の検事マンスフィールドは天皇訴追を正式に提議したが却下され、以降天皇の訴追は行われなかった。
海軍から改組した第二復員省では、裁判開廷の半年前から昭和天皇の訴追回避と量刑減刑を目的に旧軍令部のスタッフを中心に、秘密裏の裁判対策が行われ、総長だった永野修身以下の幹部たちと想定問答を制作している。また、BC級戦犯に関係する捕虜処刑等では、軍中央への責任が天皇訴追につながりかねないことを避けるという名分で、出来るだけ下の者に負わせ、最悪でも現場司令官で責任をとどめる弁護方針の策定などが成された。このような合意が容易に形成されたことには、階級社会の英海軍を範として生まれた日本海軍の体質に淵源を求める考え方がある。さらに、陸軍が戦争の首謀者であることにする方針が掲げられていた。
同年3月6日にはGHQとの事前折衝にあたっていた米内光政へマッカーサーの意向として天皇訴追回避と、東條以下陸軍の責任を重く問う旨が伝えられたという。また、敗戦時の首相である鈴木貫太郎を弁護側証人として出廷させる動きもあったが、天皇への訴追を恐れた周囲の反対で、立ち消えとなっている。
なお昭和天皇は「私が退位し全責任を取ることで収めてもらえないものだろうか」と言ったとされる。

### 起訴状の提出
起訴状の提出は1946年（昭和21年）4月29日に行われた。
極東国際軍事裁判において訴因は55項目であったが、大きくは第一類「平和に対する罪」(訴因1-36)、第二類「殺人」(訴因37-52)、第三類「通例の戦争犯罪及び人道に対する罪」(53-55)の3種類にわかれた。判決では最終的に10項目の訴因にまとめられた。

### 裁判官・判事

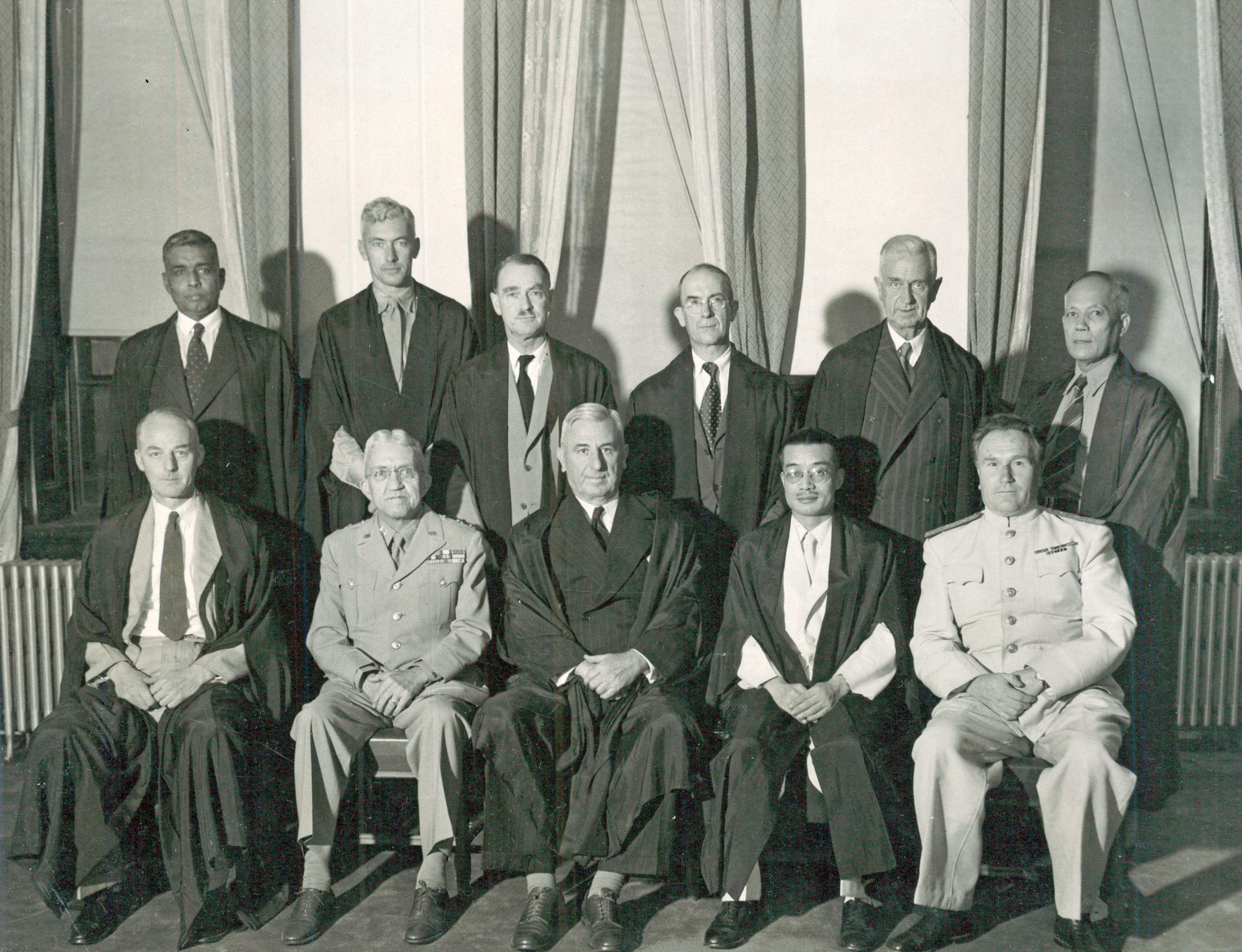
裁判官、判事（1946年7月29日）

- ウィリアム・ウェッブ（オーストラリア連邦派遣） - 裁判長。連邦最高裁判所判事[69]。
- マイロン・C・クレマー少将（アメリカ合衆国派遣）- 陸軍省法務総監。ジョン・パトリック・ヒギンズから交代。
- ウィリアム・パトリック（グレートブリテンおよび北アイルランド連合王国派遣）- スコットランド刑事上級裁判所判事
- イワン・M・ザリヤノフ少将（ソビエト社会主義共和国連邦派遣）- 最高裁判所判事。陸大法学部長- 法廷の公用語である英語を使用できなかった[70][71]。
- アンリー・ベルナール（フランス共和国派遣）- 軍事法廷主席検事 - 法廷公用語である英語を十分使用できなかった[72]。後述のパール判事やレーリンク判事とは別の考え方で少数意見を述べる[73]。
- 梅汝璈（中華民国派遣） - 立法院委員長代理。シカゴ大学・ロー・スクール法務博士取得者だが、法曹経験はなかった。
- ベルト・レーリンク（オランダ王国派遣） - ユトレヒト司法裁判所判事。少数意見を述べるが、判決後間もない新聞インタビューで、少数意見を公開することは裁判の権威を損なうとして彼自身は反対していたが、一部の裁判官が公表したために公開に至ったと述べている。
- エドワード・スチュワート・マクドゥガル（カナダ派遣）- ケベック州裁判所判事。
- エリマ・ハーベー・ノースクロフト（ニュージーランド派遣）- 最高裁判所判事。
- ラダ・ビノード・パール（インド派遣） - 税法専門の弁護士。後にカルカッタ高等裁判所において臨時の判事を代行。東京裁判では平和に対する罪と人道に対する罪とが事後法にあたる、あるいは国家行為として決定されて行われたことで個人を裁くべきでないとして全員無罪を主張。裁判以後に国際法を専門に活動。
- デルフィン・ハラニーリャ（フィリピン派遣） - 司法長官。最高裁判所判事。日本の戦争責任追及の急先鋒で、被告人全員の死刑を主張[74]。日本軍の捕虜としてバターン死の行進を経験[75]。弁護側は被害者側による客観性の欠如を理由に忌避を申し立てたが、却下された[76]。

### 弁護団の結成

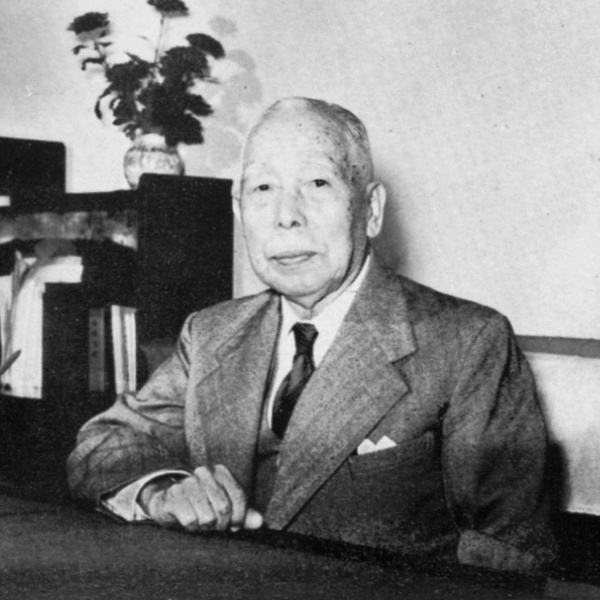
鵜澤總明（1955年）

GHQは1945年（昭和20年）11月には戦犯容疑者が非公式で弁護人を探すことを許可していた。
日本人弁護団
日本人弁護団は、団長を鵜澤總明弁護士とし、副団長清瀬一郎、林逸郎、穂積重威、瀧川政次郎、高柳賢三、三宅正太郎(早期辞任)、小野清一郎らが参加した「極東国際軍事裁判日本弁護団」が結成された。しかし、日本人弁護団内部では、自衛戦争論で国家弁護をはかる鵜澤派（清瀬、林ら）と個人弁護を図る派（高柳、穂積、三宅）らがおり、さらに国家弁護派内部でも鵜澤派と清瀬派の対立などがあった。日本人弁護団の正式結成は開廷翌日の1946年（昭和21年）5月4日であった。
アメリカ人弁護団
ニュルンベルク裁判では弁護人はドイツ人しか許されなかったが、東京裁判ではアメリカ人弁護人も任命された。日暮吉延によればこれは「勝者による報復」批判を免れるためだったとする。
1946年（昭和21年）4月1日に結成されたアメリカ人弁護団団長は海軍大佐ビヴァリー・コールマン（横浜裁判の裁判長）。弁護人としては海軍大佐ジョン・ガイダーほか6名であった。しかしコールマンが主席弁護人を置くようマッカーサーに求めたところ、受理されず、コールマンらは辞職する。実際には、アメリカ本国でもっと有利な仕事を見つけたためとする説もある。変わって陸軍少佐フランクリン・ウォレン、陸軍少佐ベン・ブルース・ブレイクニーらが派遣され、新橋の第一ホテルを宿舎とした。
- 陸軍少佐フランクリン・ウォレン（土肥原、岡、松岡担当）
- 陸軍少佐ベン・ブルース・ブレイクニー（日本語を解した。梅津担当）
- ジョージ山岡（日本語を解した。東郷担当）
- サムエル・J・クライマン（平沼担当）
- ウィリアム・ローガン（木戸担当）
- オーウェン・カニンガム（大島浩担当）
- 陸軍中尉アリスティディス・ラザラス（畑担当）
- デイヴィッド・スミス（広田担当）
- ローレンス・マクマナス（荒木担当）
- 予備海軍大佐リチャード・ハリス（日本語が達者であり、弁護部管理主任も務めた。橋本担当）
- ジョージ・キャリントン・ウィリアムス[83]（星野担当）
- フロイド・マタイス（板垣、松井担当）
- マイケル・レヴィン（賀屋興宣、鈴木担当）
- ジョゼフ・ハワード（木村担当）
- アルフレッド・ブルックス（小磯、南、大川担当）
- ロジャー・コール（武藤担当）
- ジェイムズ・フリーマン（佐藤担当）
- 陸軍大尉ジョージ・A・ファーネス（重光担当）
- エドワード・マクダーモット（嶋田担当）
- チャールズ・コードル（白鳥担当）
- ジョージ・ブルウェット（東條担当）
- ジョン・G・ブラナン（永野担当）

### 開廷
1946年（昭和21年）5月3日午前11時20分、市ヶ谷の旧陸軍士官学校の講堂において裁判が開廷した。27億円の裁判費用は当時連合国軍の占領下にあった大日本帝国政府が支出した。

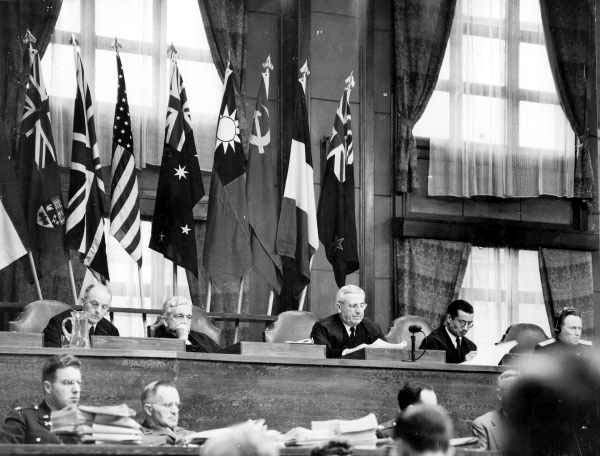
ウィリアム・F・ウェッブ裁判長

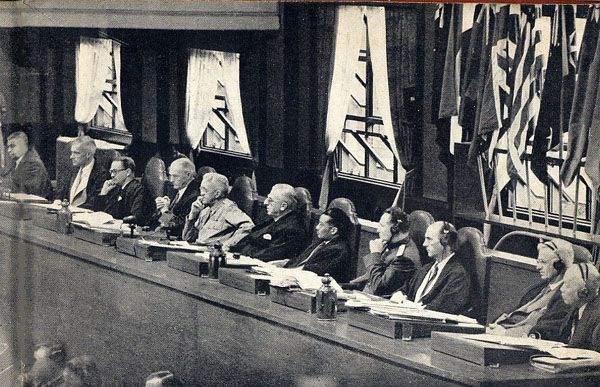
判事席（1946年）

連合国のうち、イギリス、アメリカ、中国、フランス、オランダ、ソ連の7か国と、イギリス連邦内の自治領であったオーストラリア、ニュージーランド、カナダ、そして当時独立のためのプロセスが進行中だったインド とフィリピンが判事を派遣した。
同日午後、大川周明被告人が前に座っている東条英機の頭をたたき、翌日に病院に移送された。

### 罪状認否
同年5月6日、大川をのぞく被告人全員が無罪を主張した。この罪状認否手続きは定型の手続きであって、無罪を主張するのは普通に見られることである。フィルムでみる限り、全体に厳かに行っているように見えるが、そのときの様子を毎日新聞記者はラジオで「傲然たる態度」と形容し、読売新聞記者も同様の形容をしている。
なお、罪状認否手続きは欧米法における手続きであり、裁判官の「有罪か無罪か（Guilty or Not Guilty）」の問に対して、被告人が「無罪（Not Guilty）」と答えることにより、事件の事実に関する審判（事実審）をし、「有罪（Guilty）」と答えると、検察側の主張を認め、量刑のみを行う（法律審）と言う法廷慣習である。東京裁判でこの慣習が厳密に適用されるものではないが、被告人らの目的の一つである、法戦と称する、いわば法廷闘争の為には、被告人自身の無罪の主張が必要となる。とはいえ、被告人らはそれぞれ自身の訴因一つ一つについて、本来は其々自由に認否を行うことができ、全て一律に認否を揃えなければならないものではないし、また、その認否がなにか他人を拘束あるいは影響するものでもない。また、そのことをよく理解して行えるよう、GHQ側はもともと一人一人に専任弁護人を付けている。城山三郎『落日燃ゆ』において、開廷前に広田弘毅が「無罪とは言えない」と抵抗するのを弁護士団が説得するエピソードが語られている（ただし、この小説は広田をドラマチックに美化して書かれているものであるため、どこまで事実かは検討の要がある）。

### 弁護側の管轄権忌避動議
同年5月13日、清瀬一郎弁護人は管轄権の忌避動議で、ポツダム宣言時点で知られていた戦争犯罪は交戦法違反のみで、それ以後に作成された平和に対する罪、人道に対する罪、殺人罪の管轄権が、本裁判所にはないと論じた。
この管轄権問題は、判事団を悩ませ、同年5月17日の公判でウェッブ裁判長は「理由は将来に宣告します」と述べて理由を説明することになしにこの裁判所に管轄権はあると宣言した。
しかし、その後同年6月から夏にかけてウェッブ裁判長は平和に対する罪に対し判事団は慎重に対処すべきで、「戦間期の戦争違法化をもって戦争を国際法上の犯罪とするのは不可能だから、極東裁判所は降伏文書調印の時点で存在した戦争犯罪だけを管轄すべきだ。もし条約の根拠なしに被告人を有罪にすれば、裁判所は司法殺人者として世界の非難を浴びてしまう。憲章が国際法に変更を加えているとすれば、その新しい部分を無視するのが判事の義務だ」と問題提起をしたという。日暮吉延はこのウェッブ裁判長の発言は裁判所の威厳保持のためであったとしたうえで、パール判決によく似ていたと指摘している。

### 補足動議
同年5月14日午前、ジョージ・A・ファーネス弁護人が裁判の公平を期すためには中立国の判事の起用が必要であるとのべた。またベン・ブルース・ブレイクニー弁護人は、戦争は犯罪ではない、戦争には国際法があり合法である、戦争は国家の行為であって個人の行為ではないため個人の責任を裁くのは間違っている、戦争が合法である以上戦争での殺人は合法であり、戦争法規違反を裁けるのは軍事裁判所だけであるが、東京法廷は軍事裁判所ではないとのべ、さらに戦争が合法的殺人の例としてアメリカの原爆投下を例に、原爆投下を立案した参謀総長も殺人罪を意識していなかったではないか、とも述べた。
翌5月15日付の朝日新聞は「原子爆弾による広島の殺傷は殺人罪にならないのかー東京裁判の起訴状には平和に対する罪と、人道に対する罪があげられている。真珠湾攻撃によって、キツド提督はじめ米軍を殺したことが殺人罪ならば原子爆弾の殺人は如何ー東京裁判第五日、米人ブレークニイ弁護人は弁護団動議の説明の中でこのことを説明した」と報道した。また全米法律家協会もブレイクニー発言を機関紙に全文掲載した。

### 検察側立証

#### 立証段階
以下、立証段階の日程と項目である。
- 1946年（昭和21年）
  - 6月4日、検察側立証開始：冒頭陳述
  - 6月13日、一般段階：国家組織、世論指導など
  - 7月1日、満洲事変段階
  - 8月6日、日支戦争段階
  - 9月19日、日独伊三国同盟段階
  - 9月30日、仏印段階
  - 10月8日、ソ連段階
  - 10月21日、一般的戦争準備段階
  - 11月4日、太平洋戦争段階
  - 11月27日、残虐行為段階
- 1947年（昭和22年）
  - 1月17日、個人別追加立証
  - 1月24日、検察側立証終了

#### キーナン冒頭陳述
1946年（昭和21年）6月4日、首席検察官を務めたジョセフ・キーナンは冒頭陳述において、本裁判について「これは普通一般の裁判ではありません」「全世界を破滅から救うために文明の断乎たる闘争の一部を開始している」、被告人（日本軍部）は「文明に対し宣戦を布告しました」と述べた。キーナンは日本の不義なる体質を日露戦争にまでさかのぼって、侵略戦争をするのは国家でなく個人であると主張した。キーナンは陳述を終えるとすぐに帰国し、不在の間決定権は誰にあるのかわからない状態であった。英連邦検察陣はキーナンを尊大で自分が目立つことばかり考えていると語っていた。
裁判の進行は遅く、ニュージーランドの判事や検事は検察のおよび裁判長の運営方法が問題であるとして辞意を示している。

### 証人喚問
証人にはドナルド・ニュージェント、大内兵衛、瀧川幸辰、前田多門、伊藤述史、鈴木東民、幣原喜重郎、清水行之助、徳川義親、若槻礼次郎、田中隆吉らがなった。
また元満洲国皇帝の愛新覚羅溥儀も出廷した。ハバロフスクに抑留中の溥儀は中国から漢奸裁判にかけられるかもしれないという脅威もあり、「すべて日本の責任で自分に責任はない」と証言した。8月21日にブレイクニ弁護人が溥儀の書簡を出して反対尋問を行うと「全く偽造であります」といい、重光葵は歌舞伎の芝居のようであったと回想している。溥儀も後の自伝で、自身を守るために偽証を行い、満洲国の執政就任などの自発的に行った日本軍への協力を日本側によると主張し、関東軍吉岡安直などに罪をなすりつけたことを認めている。また自らの偽証が日本の行為の徹底的な解明を妨げたとして、「私の心は今、彼（キーナン検事）に対するおわびの気持ちでいっぱいだ」と回想している。
アンリ・ベルナール判事は溥儀の証言について「溥儀は、満洲国は最初から全て日本の支配下にあったと述べているが、彼自身がすでに、1932年3月10日に本庄関東軍司令官に対して同意を提案する書簡を書いているではないか。この書簡の署名が強制のもとになされたものであるという事実は証明されなかったのだから、溥儀が法廷で行った興味深い供述から生じたような結果などよりも、本官はその書簡によって示されたものを信じる」と述べている。

### 弁護側反証
検察側立証が終了すると、弁護団は1947年（昭和22年）1月27日、公訴棄却動議を提出し、デイヴィッド・スミス弁護人はアメリカ連邦裁判所への提起も考えているとのべた（判決後に提訴。広田判例を参照）。同年2月24日、弁護側反証が開始された。
弁護人による被告人別動議は次の通り。内容欄のソートボタンで元の順序に戻る。
| 被告人     | 弁護人                               | 内容 |
| ---------- | ------------------------------------ | --- |
| 荒木貞夫   | ローレンス・マクマナス               | 1928年に共同謀議に参加したと検察は主張するが、満州事変勃発時に陸相ではなかった。荒木による残虐行為の証拠は提出されていない。 |
| 土肥原賢二 | フランクリン・ウォレン               | 戦争の共同謀議時期には常に出先軍で上官の命令に服していた。残虐行為の証拠は提出されていない。 |
| 橋本欣五郎 | E・ハリス                            | 満州事変勃発時には参謀本部ロシア班長、日支戦争勃発時には民間人であった。桜会が共同謀議の一部であったことは証明されていない。残虐行為の証拠は提出されていない。1937年のレディバード号事件は錯誤によるもの。                                                              |
| 畑俊六     | アリスティディス・ラザラス           | 戦争勃発時には政府諸機関と無関係。中支那派遣軍に着任したのは南京陥落から2月後で、南京はすでに平穏だった。 |
| 平沼騏一郎 | サムエル・J・クライマン              | 共同謀議に無関係。中国での残虐行為で起訴されたが証拠がない。中国侵略が起きたときには既に首相を辞職していた。 |
| 広田弘毅   | デイヴィッド・スミス                 | 南京事件の責任を問うことが「奇妙」である。広田内閣中、日本は平和で、広田が「自存自衛の戦い」と述べたこともない、広田の起訴自体が大なる誤算。 |
| 星野直樹   | ジョージ・キャリントン・ウィリアムス | 一官吏にすぎない。告発された内容は満州への外資導入計画を誤解したものである。 |
| 板垣征四郎 | フロイド・マタイス                   | 満州事変時は本庄繁関東軍司令官や軍中央に従った。広東や漢口での「殺人」時に陸相だったというだけで刑事責任を問うに不十分。シンガポールの残虐行為でも検察は「何らかの責任」があると述べたにすぎない。                                                                      |
| 賀屋興宣   | マイケル・レヴィン                   | 専門行政官であり、広東や漢口での「殺人」時には蔵相を辞している。開戦、残虐行為の責任はない。 |
| 木戸幸一   | ウィリアム・ローガン                 | 満州事変時は内大臣秘書官長で共同謀議には参加せず。三国同盟に責任はない。内大臣は残虐行為を犯すべき地位にない。 |
| 木村兵太郎 | ジョゼフ・ハワード                   | 軍人としての義務以上をしていない。陸軍次官中の権限は陸相通達を各司令官に通達することのみ。1944年、ビルマ方面軍司令官に着任したとき、日本軍は敗走中で在任中に捕虜を管理した証拠はない。                                                                                  |
| 小磯國昭   | アルフレッド・ブルックス             | 満州事変時は南陸相の命令と幣原政策に従って遂行した。太平洋戦争[大東亜戦争]は自衛的合法戦争と理解する。首相には捕虜の扱いに介入する権能はない。 |
| 松井石根   | フロイド・マタイス                   | 中支那方面軍司令官として軍中央の命令で南京攻撃を遂行したにすぎない。作戦中は蘇州で執務し、偶発的残虐行為について問責できる証拠はない。 |
| 南次郎     | アルフレッド・ブルックス             | 満州事変時は陸相として事件不拡大に努めた。日本の陸軍大臣の権限は非常に制約されており、海外派兵上奏権を持つのは参謀総長である。 |
| 武藤章     | ロジャー・コール                     | 命令を実践に移すことが任務だった。捕虜に関係する陸軍省の証拠は歪曲されている。スマトラ近衛師団長在任中、捕虜は正式の命令系統以外で取り扱われたので、武藤に責任はない。                                                                                                  |
| 岡敬純     | フランクリン・ウォレン               | 真珠湾攻撃時、政策決定者ではなかった。捕虜処遇について命令権限を有した証拠もない。 |
| 大川周明   | アルフレッド・ブルックス             | 告発された行動を可能にする地位になく、著書で個人的野望や犯罪的意思を唱道してもいない。満州事変関連証拠は風説的である。 |
| 大島浩     | オーウェン・カニンガム               | 政策立案者、軍司令官になったこともない。通常、外国使臣の訴追は禁じられている。ドイツ在勤中、日本政府の指令なしに交渉したことはない。 |
| 佐藤賢了   | ジェイムズ・フリーマン               | 真珠湾攻撃時、一課長にすぎず、戦争計画に参加できる地位ではなかった。1942年4月以降、軍務局長として俘虜収容所を管轄したと検察は告発したが、管轄は陸相である。 |
| 重光葵     | ジョージ・A・ファーネス              | 日支平和維持に努めた。ソ連検事が証拠もなしに主張したような、張鼓峰事件交渉でソ連領土を割譲せよと求めた事実はない。駐英大使在任中は三国同盟交渉に関与していない。捕虜問題に関する外相の権限は、政府間文書を仲介することだけである。                                      |
| 嶋田繁太郎 | エドワード・マクダーモット           | 真珠湾攻撃50日前に海相に就任したが、会議に参加したのは3回だけで、それ以前は軍令系統の地位になかった。残虐行為について海軍省は出先の艦隊司令官を統制できない。また海軍所管の俘虜収容所での非行は立証されていない。                                                       |
| 白鳥敏夫   | チャールズ・コードル                 | 外務省情報局長どまりの職業外交官で、満州事変時は幣原外相の侵略阻止方針に協力した。イタリア外相の日記を証拠に三国同盟を無条件受諾しなければ内閣を総辞職せしめと脅迫したと検察は主張したが、白鳥は1940年1月に大使解任されているし、また大使辞任で内閣総辞職とは荒唐無稽。 |
| 鈴木貞一   | マイケル・レヴィン                   | 日支戦争勃発時には大佐だった。総動員計画は1941年に企画院総裁に就任する前からほぼ成立していた。 |
| 東郷茂徳   | ベン・ブルース・ブレイクニー         | 外務省は捕虜管理に責任はない。陸軍の照会や抗議を通達しただけである。天皇から日米和平交渉を命じられ努力した。対米通告は駐米大使に攻撃前の手交を訓令しており、結果的に手交が遅れた責任はない。                                                                            |
| 東條英機   | ジョージ・ブルウェット               | 共同謀議、残虐行為について法的証拠がない。 |
| 梅津美治郎 | ベン・ブルース・ブレイクニー         | 支那駐屯軍司令官在任中の梅津・何応欽協定締結を告発されたが、それは参謀長の仕事であり、協定は騒動を抑える了解にすぎない。関東軍司令官就任はノモンハン事件終了の1週間前でこの事件に責任はない。ソ連検事の告発は「不在証人の集積」である。                                 |

#### 弁護側証人
東京裁判に出廷した日本人証言は宣誓した上で証言し、かつ検察官による反対尋問が行われた。なお、支那人証人に対しての反対尋問は行われていない。
松井被告人側証人

- 上海派遣軍法務官兼検察官の塚本浩次は担当した案件の大部分は散発的な事件で、殺人は2,3件で、放火犯も集団的虐殺犯も取り扱っていないと証言した。
- 当時情報収集を主務としていた中支那方面軍参謀の中山寧人は、婦女子への暴行や掠奪は小規模なものがあったが、市民への大規模虐殺は絶対にないと宣誓供述書で証言。
- 中澤三夫第16師団参謀長は、組織的集団的掠奪や強姦はなかったし、掠奪命令や黙認をしたこともない。散発的な風紀犯はあったが処罰されている。また、南京の市民からは戦場での掠奪や破壊は大部分が退却する支那国民党軍と、それに続いて侵入する窮民の常套手段であると直接聞いた、と証言。

### 被告人の陳述
- 被告人の松井石根元中支那派遣軍司令官は、検察側の主張するような大規模虐殺は、終戦後の米軍放送によって初めて知ったもので、集団的虐殺の事実は断じてない[103]。一部若年将兵の暴行があったが、即刻処罰している[103]。ただし、戦乱に乗じて支那兵や一部不逞の民衆が暴行掠奪を行ったものも少なくなかった、と陳述した[103]。
- なお、広田弘毅は終始無言を貫いた。

## 判決

### 最終的訴因
当初55項目の訴因があげられたが、「日本、イタリア、ドイツの3国による世界支配の共同謀議」「タイへの侵略戦争」の2つについては証拠不十分のため、残りの43項目については他の訴因に含まれるとされ除外され、1948年（昭和23年）夏には、最終的には以下の10項目の訴因にまとめられた。
- 訴因1 - 1928年から1945年に於ける侵略戦争に対する共通の計画謀議
- 訴因27 - 満洲事変以後の対中華民国への不当な戦争
- 訴因29 - 米国に対する侵略戦争
- 訴因31 - 英国に対する侵略戦争
- 訴因32 - オランダに対する侵略戦争
- 訴因33 - 北部仏印進駐以後における仏国侵略戦争
- 訴因35 - ソ連に対する張鼓峰事件の遂行
- 訴因36 - ソ連及びモンゴルに対するノモンハン事件の遂行
- 訴因54 - 1941年12月7日〜1945年9月2日の間における違反行為の遂行命令・援護・許可による戦争法規違反
- 訴因55 - 1941年12月7日〜1945年9月2日の間における捕虜及び一般人に対する条約遵守の責任無視による戦争法規違反

被告人別の訴因と量刑
判決における被告人別の訴因と量刑は次の通り。大川周明は精神障害が認定され訴追免除、永野修身と松岡洋右は判決前に死去した。
| 被告人     | 訴因                   | 量刑       |
| ---------- | ---------------------- | ---------- |
| 荒木貞夫   | 1,27                   | 終身禁錮刑 |
| 土肥原賢二 | 1,27,29,31,32,35,36,54 | 死刑       |
| 橋本欣五郎 | 1,27                   | 終身禁錮刑 |
| 畑俊六     | 1,27,29,31,32,55       | 終身禁錮刑 |
| 平沼騏一郎 | 1,27,29,31,32,36       | 終身禁錮刑 |
| 広田弘毅   | 1,27,55                | 死刑       |
| 星野直樹   | 1,27,29,31,32          | 終身禁錮刑 |
| 板垣征四郎 | 1,27,29,31,32,35,36,54 | 死刑       |
| 賀屋興宣   | 1,27,29,31,32          | 終身禁錮刑 |
| 木戸幸一   | 1,27,29,31,32          | 終身禁錮刑 |
| 木村兵太郎 | 1,27,29,31,32,54,55    | 死刑       |
| 小磯國昭   | 1,27,29,31,32,55       | 終身禁錮刑 |
| 松井石根   | 55                     | 死刑       |
| 南次郎     | 1,27                   | 終身禁錮刑 |
| 武藤章     | 1,27,29,31,32,54,55    | 死刑       |
| 岡敬純     | 1,27,29,31,32          | 終身禁錮刑 |
| 大島浩     | 1                      | 終身禁錮刑 |
| 佐藤賢了   | 1,27,29,31,32          | 終身禁錮刑 |
| 重光葵     | 27,29,31,32,33,35,55   | 禁錮刑7年  |
| 嶋田繁太郎 | 1,27,29,31,32          | 終身禁錮刑 |
| 白鳥敏夫   | 1                      | 終身禁錮刑 |
| 鈴木貞一   | 1,27,29,31,32          | 終身禁錮刑 |
| 東郷茂徳   | 1,27,29,31,32          | 禁錮刑20年 |
| 東條英機   | 1,27,29,31,32,33,54    | 死刑       |
| 梅津美治郎 | 1,27,29,31,32          | 終身禁錮刑 |

### 判事の個別意見書
判決はイギリス、アメリカ、中国、ソ連、カナダ、ニュージーランド、フィリピンの7か国の判事による多数判決であった。
判事団の多数判決に対して、個別意見書が5つ出された。同意意見としてフィリピンのハラニーニャ意見書、別個意見としてウェブ意見書、パール、ベルト・レーリンク、アンリ・ベルナールは反対意見書を提出した。極東国際軍事裁判所条例ではこれら少数意見の内容を朗読すべきものと定められており、弁護側はこれを実行するように求めたが、法廷で読み上げられることはなかった。

#### ハラニーニャ同意意見書
徹底した親米派のハラニーニャ同意意見書では、刑が一部寛大にすぎると批判し、原爆投下が早期決戦をもたらしたとまで述べられた。これはパール反対意見書を批判する目的で書かれたとみられている。

#### パールの個別反対意見書
イギリス領インド帝国の法学者・裁判官ラダ・ビノード・パール判事は判決に際して判決文より長い1235ページの「意見書」（通称「パール判決書」）を発表し、事後法で裁くことはできないとし全員無罪とした。この意見は「日本を裁くなら連合国も同等に裁かれるべし」というものではなく、パール判事がその意見書でも述べている通り、「被告人の行為は政府の機構の運用としてなしたとした上で、各被告人は各起訴全て無罪と決定されなければならない」としたものであり、また、「司法裁判所は政治的目的を達成するものであってはならない」とし、多数判決に同意し得ず反対意見を述べたものである。パールは1952年に再び来日した際、「東京裁判の影響は原子爆弾の被害よりも甚大だ」とのコメントを残している。彼自身は、ヒンズー法哲学を博士号論文としており、判決の思想･価値観にその影響が色濃く反映しているとみる見方もある。
また、パール判決に関する論争として中島岳志、小林よしのり、牛村圭らによるパール判決論争がある。

#### ベルナールの個別反対意見書
アンリ・ベルナール判事は梅汝璈中国代表判事に対して1948年7月26日に「正義は連合国の中にあるのではないし、その連合国の誰もが連合という名の下にいかなる特別な敬意を受けることができるわけでもないのだ」と述べている。また南次郎が満洲事変を「自衛権の発動」と承認した時に多数派判事が非難するなかベルナール判事は満洲事変は「ありふれた事件」でしかなく、また「自衛すべきであると思うときには自衛権がある」「この決まりは実際に攻撃も侵略もないケースにおいても自衛権の発動を妨げるものではない」と述べた。満洲事変問題については「事変と称されている事実が起きた時点では、支那国民党政府自身、まだ日本を敵国とみなしていなかった」として、当時の日支衝突を日本側の行為だけを非とするのはおかしいとし、また「我々は、あらゆる大国が自らにとっての生命線を自国内ではなく他の国に置いてきたことを了承してきたし、今日でも了承しているではないか。チャーチルはイギリスの生命線をライン河に置いてきた」とものべ、さらに「法的な解決、あるいは仲裁のイニシアティブをとるべきであったのは、日本によって行使される特権の廃止を求めていた支那側にあった」と主張した。また、オーウェン・カニンガム弁護人が東京裁判を「茶番劇」と批判したことについて判事たちが法廷から追放したことについては、いかなる制裁措置も適用されてはならないと批判した。共同謀議については定義が曖昧で、被告人が共同謀議に成功したとする多数派判決について「疑わしく」、「正式な証拠がない限り、この疑いを消えないし、また被告人を有罪とすることは許されない」とのべた。
ベルナールの個別反対意見書では、自然法は国家の上位にあり、自然法によって侵略戦争が犯罪であることは証拠があれば可能である、しかし日本の侵略陰謀の直接的証拠はなく、東アジアを支配したいという希望の存在が証明されたにすぎないから平和に対する罪で被告人を有罪にすることはできない。また検察官が起訴した人間を裁くだけであること、天皇が不起訴であったことは遺憾と述べた。また東京裁判で予審が行われなかったことについて「訴追が最も重大な性質の犯罪に関したものであり、その立証が非常に大きな困難をもたらすものであったという事実にもかかわらず。被告人は直接に本裁判所に対して起訴され、かれらは、予審という方法によって弁護側資料を手に入れたり、まとめたりするように努力する機会を与えられなかった。予審は、検察側からも弁護側からも独立した司法官が双方に同等に都合のよいように行うものであって、その間に被告人は弁護人の援助によって利益を得たであろうと思われる。本官の意見では、この原則の違反から起こる実際の結果は、本件においては特に重大である」と主張した。また、「裁判所が欠陥のある手続きを経て到達した判定は、正当なものではあり得ない」と東京裁判について断じた。

#### レーリンクの個別反対意見書
ベルト・レーリンク判事は個別反対意見書において、侵略戦争が犯罪になったのは1928年の不戦条約でなく、1945年8月のロンドン協定からであるとしながらも、罪刑法定主義や法の不遡及といった原則は裁判官や立法機関といった国家権力の恣意的制裁から個人を保護する為の原則であり当時の国際関係へ適用されるべきではないとし、ともかく自由のために戦った戦勝国は必要ならその原則を無視してもよいとした。戦争防止の為に新しい法的解法を模索すべきであって、「平和に反する罪」が特別に解釈されるべきであるとも主張した。しかしニュルンベルク裁判の量刑と比較し身柄を拘束する事は既存の国際法と一致するが死刑にするのは不当だとして反対した。レーリンクは帝国日本の膨張を「征服戦争であり、不法な拡張であった」と規定し、「新秩序」を構築してアジアを解放しようとしたという被告人側の主張を認めなかった。日本の覇権主義は1937年以後の日本政府要人の言動と政策によって確認され、状況に伴って変貌した態度にてアジア解放に対する偽善が露出すると説明した。例えは、1940年に東インド諸島の独立を支持するといった日本が1941年の戦争開始後の段階では日本に頼るよう画策し、やがって占領後には会合・結社までも禁止し、日本の領土として帰属させ、1944年に入って戦勢が不利になるとまた独立を約束しながら対日協力を誘導しようとしたと指摘した。結局、「共栄圏」スローガンは「日本のためのアジア」構築の策略であったという。レーリンクは意見書の中で次のように述べた。
　「新秩序」を立てようとした日本の野望が大戦の原因であったという点に疑いの余地がない。（中略）この新秩序が対米交渉を座礁させたのである。弁護側の最終弁論によれば、1941年末の状況は内部的要因に鑑み支那からの撤退は日本の立場から不可能なもので対米交渉の妥結も不可能であって結局このジレンマは戦争に繋がったという。本裁判所に提出された証拠はそれとは違う結論に至らせる。（中略）「新秩序」は中心争点であり対立の核心であった。「新秩序」はきちんといわば世界を支配できるほどの広大で強力な帝国の誕生を意味した。米国の不信は妥当であって、「新秩序」が各種条約を違えながら展開していたという判断に適した。「アジア人のためのアジア」というスローガンが支えた「新秩序」の概念に真実性があったか、それともドイツの国家社会主義のようなもう一つの内在的、理念的侵略の手段であったかを判断することは本裁判に本質的な関わりを持つ。本裁判に提示された証拠によれば「新秩序」概念は事実上は侵略の手段それ以上のものではなかった （Röling 1948: 739-740）。
また、レーリンクは広田弘毅に対して「支那側の要求で、広田は南京虐殺と日本側の不法行為に責任ありとして裁判にかけられ、死刑判決を受けました。私は、広田は南京虐殺に責任ありとは思いません。生じたことを変え得る立場ではなかったのです。ですから、私の反対判決は、彼は無罪放免とすべきという趣旨でした」とのべ、被告人について「彼らはそのほとんどが一流の人物でした。」「海軍軍人、それに東條も確かにとても頭が切れました」とし、さらに「一人として臆病ではありませんよ。本当に立派な人たちでした」と評価したとする人もいる（ただし、レーリンクの判決にはこのような事は述べられておらず、本文内容については一次史料にあたって確認の要がある。判決では、広田が裁判にかけられた理由について中国側の要求云々とは書かれておらず、またレーリンクがそのようなことの有無を知り得る立場だったと思えない。また、レーリンクは南京虐殺を理由とする広田の死刑には反対しているものの、太平洋戦争中の捕虜虐待死事件等に関し東条の死刑には賛同し、死刑を免れた海軍の嶋田は太平洋での虐殺事件について死刑にすべきだったとしている）。
レーリンクは、他界2年前の1983年の5月、東京大学の大沼保昭教授らが組織して東京で開かれた学会に参加し、末年の考え方をうかがえる発表文を残している。裁判後にも強大国は理念的、経済的理由を挙げながら軍事的介入を繰り返してきたが、過去日本が犯した侵略行為が正当化されるのではないと明言している。

#### ウェブ別個意見書
ウェブ別個意見書では多数派と同じく憲章の拘束力を認め、不戦条約によって侵略戦争の不法性を是認した。また天皇の責任について、戦争開始に天皇の許可が必要だったことを主張し、許可しなければ暗殺されたかもしれないというのは理由にならない、それは本来統治者全てが負っているリスクであるとし、また天皇は進言に基づく行動しか取らなかったというのは事実に反し、それは裁判で明らかになっているとした。ただし、天皇を訴追すべきかどうかを言うのは本官の仕事ではない、ただ天皇の免責を踏まえて被告人の刑罰を考慮すべきであると主張した。日暮吉延はこれはオーストラリア本国に向けて書かれたものとした。

### 判決言い渡し
1948年（昭和23年）7月27日、書記局は同年8月3日から判決文の翻訳を始めることを発表した。翻訳者は希望者の中から選抜されたアメリカ陸軍軍属9人、日本人26人からなり、翻訳作業は鉄条網が張り巡らされた服部ハウス（旧服部金太郎邸）で行われた。翻訳者は秘密保持のため判決文が読了されるまで缶詰め状態となった。
同年11月4日、判決の言い渡しが始まり、11月12日に刑の宣告を含む判決の言い渡しが終了した。判決文は英文1212ページにもなる膨大なもので、裁判長のウィリアム・ウェッブは10分間に約7ページ半の速さで判決文を読み続けたという。判決前に病死した2人と病気のため訴追免除された大川周明1人を除く全員が有罪となり、うち7人が絞首刑、16人が終身刑、2人が有期禁固刑となった。
- 南京事件に関する松井石根被告人への判決内容や事実認定の詳細については、南京事件#責任者の処罰を参照。

## 刑の執行
7人の絞首刑（死刑）判決を受けたものへの刑の執行は、12月23日午前0時1分30秒より巣鴨拘置所で行われ、同35分に終了した。この日は当時皇太子だった明仁親王（現在の上皇）の15歳の誕生日であった。これについては、作家の猪瀬直樹が自らの著書で、皇太子に処刑の事実を常に思い起こさせるために選ばれた日付であると主張している。
その後、7人の遺体は横浜市の久保山斎場で米軍によって秘密裏に火葬され、その後、小型の軍用機で「横浜の東およそ30マイル（約48キロメートル）の地点の太平洋の上空」から洋上に散骨されたことが2021年6月、アメリカの国立公文書館に所蔵されていた米軍文書で明らかになっている。また、遺灰の一部は米軍から回収した三文字正平弁護士らにより、静岡県熱海市の興亜観音に持ち込まれ一時安置の後、1960年に愛知県幡豆郡幡豆町（現：西尾市）にある三ヶ根山の殉国七士廟に祀られている。

## 未訴追者への裁判と裁判終了
一方で戦犯容疑者に指定されたものの、訴追が開始されていない者達が未だ残っていた。1948年（昭和23年）1月、ニュージーランドは同年12月31日の時点で戦犯捜査を打ち切るよう主張し、アメリカ側もこれ以上の軍事裁判の継続はほとんど意味がないという見解を示していた。ニュージーランドとアメリカは捜査終了後の翌1949年（昭和24年）6月30日をもって裁判を終了させるべきであるという見解を統一し、首席検察官のキーナンもこれ以上の軍事裁判は行うべきではないという見解を示した。
1948年（昭和23年）7月29日の極東委員会でニュージーランド代表は翌年6月30日に裁判を終了させるべきと提議した。賛成したのはアメリカとイギリスだけであり、その他の国は明確に反対しなかったが、BC級戦犯の裁判については継続を求める声が上がった。この協議中の11月12日に判決が下されており、極東国際軍事裁判は継続されているのかどうかという法的問題が持ち上がった。
1949年（昭和24年）2月18日、極東委員会第五小委員会においてアメリカ代表は、「A級戦犯」裁判は2月4日の時点で終了し、新たな戦犯の逮捕は検討されていないという見解を示した。3月31日の極東委員会において、可能であれば捜査の最終期限を1949年6月30日とし、裁判は9月30日までに終了するという決議が採択された。

## 裁判以後

### 平和条約における受諾
1951年（昭和26年）9月8日に調印された日本国との平和条約（サンフランシスコ平和条約）第11条において
日本国は、極東国際軍事裁判所並びに日本国内及び国外の他の連合国戦争犯罪法廷の裁判を受諾し、且つ、日本国で拘禁されている日本国民にこれらの法廷が課した刑を執行するものとする。これらの拘禁されている者を赦免し、減刑し、及び仮出獄させる権限は、各事件について刑を課した1又は2以上の政府の決定及び日本国の勧告に基くの外、行使することができない。極東国際軍事裁判所が刑を宣告した者については、この権限は、裁判所に代表者を出した政府の過半数の決定及び日本国の勧告に基くの外、行使することができない。
と定められているが、これは講和条約の締結により戦時国際法上の効力が失われるという国際法上の慣習に基づき、何の措置もなく日本国との平和条約を締結すると極東国際軍事裁判や日本国内や各連合国に設けられた軍事法廷の判決が失効（あるいは無効）となり、当事者の請求により即刻釈放すべき義務を締約国に課されることを回避するために設けられた条項である。
日本国との平和条約第11条の「裁判の受諾」の意味---すなわちこの裁判の効力に関して---をめぐって、判決主文に基づいた刑執行の受諾と考える立場と、読み上げられた判決内容全般の受諾と考える立場に2分されている が、日本政府は後者の解釈を採っている。

### 戦犯の赦免
日本国内の国民的運動としては、主に多数をしめる各地のBC級戦犯、特に海外に抑留されたままの収監者を念頭においたものとして、戦犯赦免運動が全国的に広がった(大がかりなものとしては、日弁連がBC級戦犯家族を核に起こしたもの、引揚援護運動団体が担ったもの、広島の婦人団体が行ったものなどが知られている)。1952年（昭和27年）12月9日に衆議院本会議で「戦争犯罪による受刑者の釈放等に関する決議」が少数の労農党を除く多数会派によって可決された。さらに翌1953年（昭和28年）、極東軍事裁判で戦犯として処刑された人々は「公務死」と認定された。
またA級戦犯として収監されていた極東国際軍事裁判による受刑者13名 は、冷戦対立の激化とともに旧連合国主要国の方針変化により1956年（昭和31年）3月末時点ですべて仮釈放された。未だBC級戦犯の収監者が残る中、A級戦犯者が全て釈放されたため、世間では不公平感やむしろ逆ではないかとの意識が強まり、巣鴨のBC級戦犯者(東京裁判当時の右翼活動による収監者だけでなく、釈放運動の要求の一つである内地送還請求の成果として海外から送り返されたBC級収監者の中で相手国から釈放までは認められていない者があらたに収監されていた)も含めた形で戦犯全て釈放すべきだとの声も強まった。
釈放運動の一環としての署名活動は長期にわたって、様々な団体によって行われ、あるものは海外諸国に対し一括して、あるものはフィリピンあるいは共産中国に対してという風に行われたため、複数回署名するものも多かったが、それらの署名は延べ総数で4000万人に達したと言われる。

## 裁判の評価と争点

### 概要
裁判については、①勝った（連合国）側が負けた（敗戦国）側を裁いた（勝者の裁き）、②日本（負けた）側に有利な決定的証拠は却下され、連合国（勝った）側に有利な伝言証言はほとんど無条件に採用された、③罪刑法定主義に反して事後法の遡及的適用が行われた、④連合国（勝った）側の戦争犯罪は問われなかった、⑤裁判官や検察官が連合国側の者だけで、中立国や敗戦国の者は一人もいなかった、⑥敗戦国（負けた）側の弁護人は裁判官の判断でいつでも解任できた、⑦当時の国際慣習法では責任を問われなかった部下の行為に対する上官の責任（不作為責任）が問われたことへの批判がある。
このような背景から「連合国による復讐」ではないかと指摘されている。このような批判がある一方で、裁判について好意的な意見も存在する。

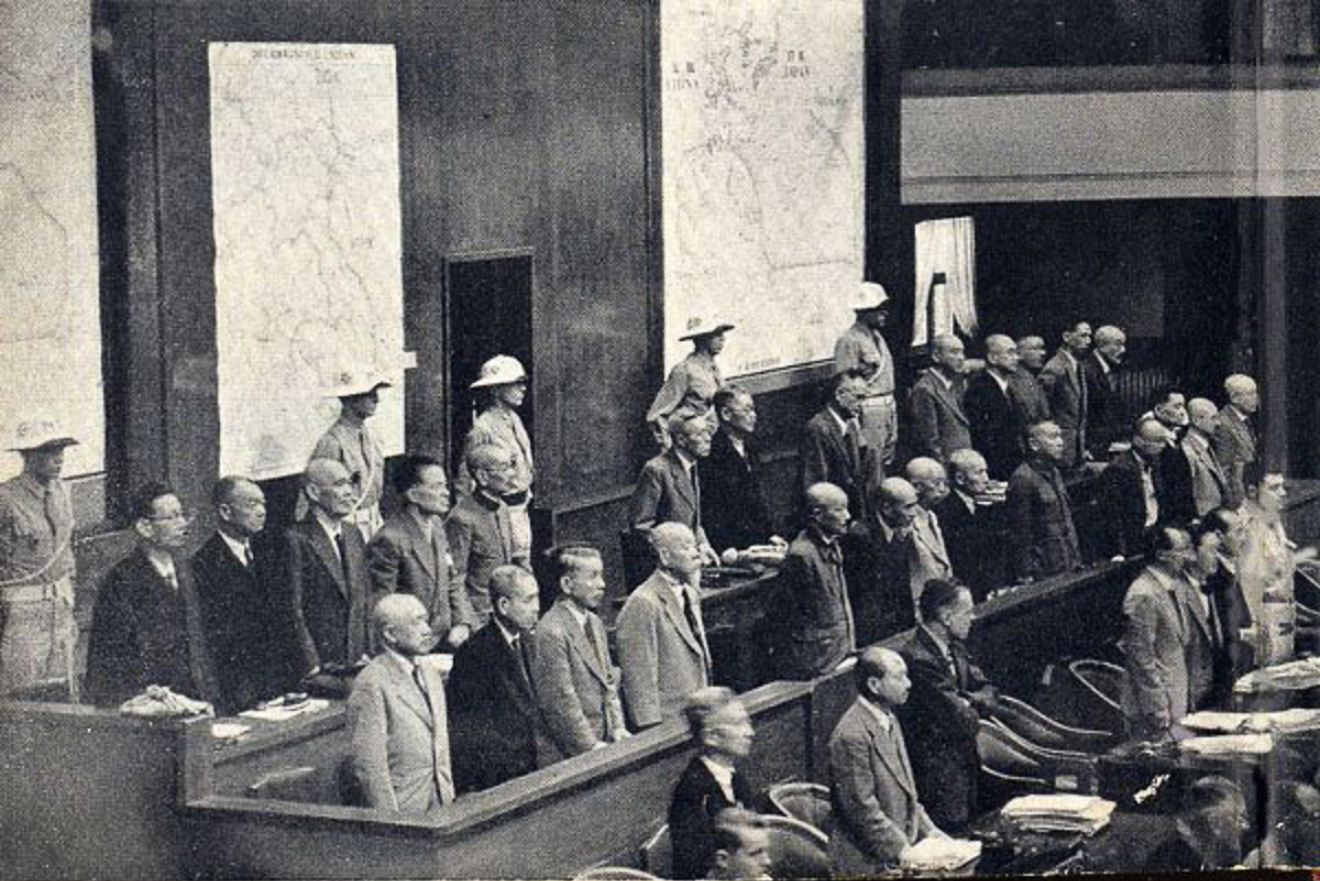
被告人席（1946年）

### アメリカ政府・GHQ要人の発言
GHQのチャールズ・ウィロビーはレーリンク判事に「この裁判は歴史上最悪の偽善でした」「日本が置かれたような状況では、日本がしたようにアメリカも戦争をしていただろう」と述べたという。
国務省ジョージ・ケナンも東京裁判について「法手続きの基盤になるような法律はどこにもない。戦時中に捕虜や非戦闘員に対する虐待を禁止する人道的な法はある」「しかし、公僕として個人が国家のためにする仕事について国際的な犯罪はない。国家自身はその政策に責任がある。戦争の勝ち負けが国家の裁判である。日本の場合、敗戦の結果として加えられた災害を通じてその裁判はなされた」として、戦勝国が敗戦国を制裁する権利がないというわけではないが、「そういう制裁は戦争行為の一部としてなされるべきであり、正義と関係がない。またそういう制裁をいかさまな法手続きで装飾するべきではない」と批判した。
ケナンはさらに、国務省宛最高機密報告書の中で、この裁判は「国際司法の極致として賞賛されている」が、「そもそもの最初から深刻な考え違い」があり、敵の指導者の処罰は「不必要に手の込んだ司法手続きのまやかしやペテンにおおわれ、その本質がごまかされて」おり、東京裁判は政治裁判であって、法ではないと批判した。ただし、ケナンは日本人への同情から述べたのではなく、この裁判を支えている正義を理解する能力が日本人にはないとも述べ、戦犯は終戦時に即刻まとめて射殺した方が適切であったとものべている。

#### マッカーサーの発言
東京裁判の事実上の主催者ともいえたダグラス・マッカーサーは、朝鮮戦争勃発直後の1950年10月15日、ウェーキ島でのハリー・S・トルーマン大統領との会談の席で、W・アヴェレル・ハリマン大統領特別顧問の「北朝鮮の戦犯をどうするか」との質問に対し、「戦犯には手をつけるな。手をつけてもうまくいかない」「東京裁判とニュルンベルグ裁判には警告的な効果はないだろう」と述べている。
またマッカーサーは、1951年（昭和26年）5月3日に開かれた上院軍事外交合同委員会において、資源の乏しかった日本が「原料の供給を断ち切られたら、一千万から一千二百万の失業者が発生するであろうことを彼らは恐れていました。したがって戦争にむかった目的は、主として治安のためだったのです」と証言した。この発言からマッカーサー自身が、大東亜戦争は日本の自存自衛のための戦争であったことを認めたものとする主張がある。
またマッカーサーは同委員会で「我々が過去百年間に太平洋で犯した最大の政治的過誤は、共産主義者達が中国に於いて強大な勢力に成長するのを黙認してしまった」ことにあるとも述べている。小堀桂一郎はこの発言を「東京裁判は誤りだった」という認識の、もう一つ別の表現だったと解釈している。

### 「勝者の裁き」
首席検察官ジョセフ・キーナンの冒頭陳述「文明の断乎たる闘争」という表現 に基づき、東京裁判に対する肯定論では「文明」の名のもとに「法と正義」によって裁判を行ったという意味で文明の裁きとも呼ばれる。
一方、事後法の遡及的適用であったこと、裁く側はすべて戦勝国が任命した人物で戦勝国側の行為はすべて不問だったことなどから、"勝者の裁き"（英語では「Victor's justice」）とも呼ばれる が、国際法において、この表現は日本滞在経験のあるアメリカの歴史学者リチャード・マイニアが1971年の著書『Victors' Justice; The Tokyo War Crimes Trial』（邦訳『東京裁判－勝者の裁き』1985年）で初めて使ったもので、「アメリカの原爆投下行為に人道に対する罪は適用されないのか」と被告人の選定、すなわち連合国の戦争犯罪行為が裁かれなかったこと、また、昭和天皇の不起訴だけでなく証人喚問もなされなかったこと、判事が戦勝国だけで構成されたこと、侵略を定義するのは勝者であり従ってプロパガンダになる可能性などを問題視し、したがって侵略戦争を理由に訴追することは不可能であると主張した。レーリンク判事も後にこの裁判は「勝者の裁き」であったとした。
2013年（平成25年）2月12日衆院予算委員会において安倍晋三首相は「先の大戦」の総括は、日本人自身の手ではなく、「東京裁判という、言わば連合国側が勝者の判断によって、その断罪がなされた」と述べた。中華人民共和国政府はこの発言を批判、2013年11月12日に上海で開催された「東京裁判国際シンポジウム」で華東政法大学の何勤華は「東京裁判は人類の正義の力が邪悪な勢力に打ち勝ったことに伴う重大な成果で、正義の法律が日本の罪人を処罰した正当行為」とのべた。また、粟屋憲太郎は「東京裁判の中には誤りもあるが、日本はサンフランシスコ講和条約で判決を受諾して国際社会に復帰できた。それを忘れて『勝者の裁き』というのは誤りだ」と述べた。
裁判では日本側が有利になるような証拠は決定的根拠があっても「証拠がない」として連合国側に棄却され、連合国側の根拠のない伝聞のものは殆ど採用された。本来中立的立場に立つべき判事は全員が戦勝国から選出された。この裁判は戦勝国による復讐ショーに過ぎなかったのである、との見解もある。

### 共同謀議
ニュルンベルク裁判において用いられた「国家社会主義ドイツ労働者党（ナチ党）の指導部やヒトラー内閣、親衛隊という組織」が共同して戦争計画を立てたという「共同謀議」（conspiracy、共謀罪）の論理を、そのまま日本の戦争にも適用した点も問題視されている。起訴状によれば、A級戦犯28名が1928年（昭和3年）から1945年（昭和20年）まで一貫して世界支配の陰謀のため共同謀議したとされ、判決を受けた25名中23名が共同謀議で有罪とされている。
ナチス・ドイツ体制は、たとえば1933年の全権委任法などから総統であるアドルフ・ヒトラーの指導者原理に基づくイデオロギー集団であったナチ党によって一党支配体制が構築されていたものであり、戦前の日本の事情とは異なっている。当時唯一の政党であった大政翼賛会は対立していた旧政党が1940年に合同してできたものであり、ナチ党のような強力な団結は持っていなかった。
また、陸海軍や枢密院、重臣や木戸内大臣などの宮中グループの政治的影響力も強く、これらの間での政見の統一は困難であった。実際の被告人中にも互いに政敵同士のものや一度も会ったことすらないものまで含まれていた。この状況を被告人であった賀屋興宣（東条内閣の大蔵大臣）は「ナチスと一緒に挙国一致、超党派的に侵略計画をたてたというんだろう。そんなことはない。軍部は突っ走るといい、政治家は困るといい、北だ、南だ、と国内はガタガタで、おかげでろくに計画も出来ずに戦争になってしまった。それを共同謀議などとは、お恥ずかしいくらいのものだ」と評している。このような複雑な政治状況を無視した杜撰ともいえる事実認定に加え、近衛文麿や杉山元といった重要決定に参加した指導者の自殺もあり、日本がいかにして戦争に向かったのかという過程は十分に明らかにされなかった。
ジョージ山岡弁護人は「共同謀議なるものは、最も奇異にして信ずべからざるものの一つである。すくなくとも最近14年間にわたる孤立した関係のない諸事件が寄せ集められ、ならべたてられているにすぎない」と弁護した。
1945年以前の国際法に共同謀議については記載されていなかったという反論に対してウェブ裁判長も別個意見書のなかで「国際法は、多くの国の国内法とは異なって、純粋の共同謀議という犯罪を明示的に含んでいない」「同様に、戦争の法規の慣例も単なる純粋共同謀議を犯罪としない」と認めている。さらに「英米の概念に基づいて、純粋な共同謀議を犯罪とする権限はなく、また各国の国内法において共同謀議とされている犯罪の共通の特徴と認めるものに基づいて、そうする権限もない」とし、もし共同謀議を犯罪とするならば、それは「裁判官による立法」となるとものべている。しかし、多数派判決では共同謀議は罪状として認められた。以前の国際法に記載がなかったにも関わらず審理するということは、法学の原則である「法律なくして犯罪なし、法律なくして刑罰なし(Nullum crimen sine lege, nulla poena sine lege)」に抵触するのかどうかが問題とされていたのであった。

### 被告人の選定
被告人の選定については軍政の責任者が選ばれていて、軍令の責任者や統帥権を自在に利用した参謀や高級軍人が選ばれていないことに特徴があった。理由として、統帥権を持っていた天皇は免訴されることが決まっていたために、統帥に連なる軍人を法廷に出せば天皇の責任が論じられる恐れがあり、マッカーサーはそれを恐れて被告人に選ばなかったのではないかと保阪正康は指摘している。
また、保阪は軍令の責任者を出さなかったことが玉砕など日本軍の非合理的な戦略を白日の下に晒す機会を失い、裁判を極めて変則的なものにしたとも指摘している。この他、天皇の訴追回避については、「マッカーサーのアメリカ国内の立場が悪くなるので避けたい」というGHQの意向が、軍事補佐官ボナー・フェラーズ准将より裁判の事前折衝にあたっていた米内光政に裁判前にもたらされている。

### 判事の選定
判事（裁判官）については中華民国から派遣された梅汝璈判事が自国において裁判官の職を持つ者ではなかったこと、ソビエト連邦のザリヤノフ判事とフランスのベルナール判事が法廷の公用語である日本語と英語のどちらも使うことができなかったことなどから、この裁判の判事の人選が適格だったかどうかを疑問視する声もある。A級戦犯として起訴され、有罪判決を受けた重光葵は「私がモスクワで見た政治的の軍事裁判と、何等異るなき独裁刑である」と評している。

### 法的根拠と公平性

#### 管轄権
極東国際軍事裁判所条例は国際法上は占領軍が占領地統治に際してハーグ陸戦条約第三款においても許可されてきた軍律審判に相当し、軍律や軍律会議は軍事行動であり戦争行為に含まれる。また戦争犯罪の処罰を要求するポツダム宣言10項（および7項）を受諾したことにより、連合国の裁判権に服し、彼らの採用する法規によって裁かれうることになる（連合国側の軍法･軍律･一般法令だけでなく、日本側のそれらを代理行使することもありうる）。尤も、高級軍人等の交戦法規違反について審判する点についてはまだしも、言論人や国務大臣等がそれらの立場で過去におこなった行為や謀議、あるいはその思想に対して審判が行われたことは異例であった。戦争犯罪の処罰についてはポツダム宣言10項で予定されていたが、国際法上認められてきた従来の戦争犯罪概念が拡張され検討されたことに特徴がある。
キーナン検事は、来日直後、報道陣の質問に答えて裁判で適用されるのは文明国の慣習法となるであろうとした。
裁判中に管轄権忌避動議として持ち出された実定法上の裁判管轄権の根拠につき、ウェッブ裁判長は弁護側の動議を却下した上で、理由は後で回答するとしたまま保留され、最後に判決とともに開示されることとなったが、極東国際軍事裁判所自体は、まず、その根拠を｢裁くことは認められない｣との主張は極東国際軍事裁判所条例によって裁判所自体が却下しなければならないとの形式論で処理した。その上で、しかしながら裁判所の権能も無制約ではなく国際法の範囲によるとし、補足的に、実体的な正当性の根拠として、ニュールンベルク裁判にならって、裁判所条例は既に存在する国際法を表示したものであること、1928年のパリ不戦条約に調印または加盟した国は国家政策の手段として戦争を起こした国は国際法違反であること、また多くの国で国家の代表者といえど個々人が国家行為であることを理由に法違反を犯すことは認められていないことを理由とした。回答が遅れた理由については、ウェッブが実体的な根拠を示すことにこだわった事に対し他の裁判官がそれに理由内容も含めて否定的で意見が纏まらなかったこと、ウェッブが一部裁判官の画策により一時帰国する事態に至った(当時、日本の報道陣の一部ではウェッブが正当性根拠があげられず逃げたように受けとめた向きもあった。)こと等が、挙げられている。
なお、仮に国際実定法上に根拠がなく前例のない国際刑事法廷であったと仮定した場合、法廷そのものの管轄権に実定法上の根拠がない「事後法」により設置され、また連合国側の戦争犯罪は敗戦国側は事実上法廷では提訴する権利や機会がなく「法の下の平等」がなされていないのではないかという問題がある。
また本裁判では原子爆弾の使用や民間人を標的とした無差別爆撃の実施など連合国軍の行為は対象とならず、証人の全てに偽証罪も問われず、罪刑法定主義や法の不遡及が保証されなかったという意見がある。
こうした欠陥の多さから、極東国際軍事裁判とは「裁判の名にふさわしくなく、単なる一方的な復讐の儀式であり、全否定すべきだ」との意見も少なくなく、次段のとおり国際法の専門家の間では本裁判に対しては否定的な見方をする者も多い。当時の国際条約（成文国際法）は現在ほど発達しておらず、当時の国際軍事裁判においては現在の国際裁判の常識と異なる点が多く見られた。ただし、罪刑法定主義や法の不遡及は国際法を構成する要素として重要な慣習法という概念に真っ向から対立するので、法の不遡及に強く拘るなら、国際法自体がその存在を否定されることになると本田稔は指摘する。
国際法学者ハンス・ケルゼンは「戦争犯罪人の処罰は、国際正義の行為であるべきものであって、復讐に対する渇望を満たすものであってはならない。敗戦国だけが自己の国民を国際裁判所に引き渡して戦争犯罪にたいする処罰を受けさせなければならないというのは、国際正義の観念に合致しないものである。戦勝国もまた戦争法規に違反した自国の国民にたいする裁判権を独立公平な国際裁判所に進んで引き渡す用意があって然るべきである」と敗戦国のみに対する戦争裁判を批判した。
国際法学者クヌート・イプセンは「平和に対する罪に関する国際軍事裁判所の管轄権は当時効力をもっていた国際法に基づくものではなかった」とし、戦争について当時個人責任は国際法的に確立しておらず、事後法であった極東国際軍事裁判条例は「法律なければ犯罪なし」という法学の格言に違反するものであったとした。ミネソタ大学のゲルハルト・フォン・グラーンもパール判事の意見を支持し、当時パリ協定の盟約・不戦条約があったとはいえ主権国家が「侵略戦争」を行うことを禁止した国際法は存在せず、「当時も今日も、平和に対する罪など存在しないことを支持する理由などいくらでも挙げることができる」とのべている。
イギリスの内閣官房長官でもあったハンキー卿
は国際連合裁判所についての規定「何人も、実行の時に国内法又は国際法により犯罪を構成しなかった作為又は不作為のために有罪とされることはない」(世界人権宣言第11条第2項) を引合いに出し、「戦勝国の判事のみでもって排他的に構成された裁判所」は「独立の公平な裁判所」とはいえず、枢軸国犯罪人を早急に裁くために設定された裁判所条例や、事後になって犯罪を創設したことは、世界人権宣言第11条第2項規定と相容れず、ドイツと日本の軍事裁判が「法の規則を設定したという価値は取るに足りぬようにおもわれる。むしろ、重大な退歩させたというべきである」と述べている。しかし、世界人権宣言が採択されたのは1948年12月10日であり東京裁判の後である。
歴史学者ポール・シュローダーは「裁判所の構成、政治的状況、さらに戦後まもない時期の世論の趨勢が一体化して、事件についての冷静で均衡のとれた判決を不可能にした」「歴史家はもしかすると、（裁判所が達した）結論が国際法と正義の発展において多大な前進であったという点については疑わしく思うだろう」と指摘した。
ロンドン大学のジョン・プリチャードは次のように東京裁判の問題点を摘出している。
- 検察は真実の解明よりも、日本の指導者を厳しく処罰することで日本人を再教育することを目的としていた。
- 判事たちの多数は検察の主張を鵜のみにして、弁護側の証拠や反証反論を一方的に却下した明確な形跡がある。
- 通常の戦争犯罪（捕虜、民間人への残虐行為等）は全体の5-10%であり、ドイツよりも比率が低い。
- 戦争を「侵略」と「自衛」に分けることは困難であり、日本の歴代指導層が一致して侵略戦争を企図した形跡もなく、したがって共同謀議や、「不法戦争による殺人」といった訴因は法的根拠を持っていない。
- 当時存在しなかった平和に対する罪を過去に遡って適用したり、罪の根拠を1928年のパリ不戦条約に求めることには無理がある。

第一次世界大戦終結後に戦勝国が敗戦国の指導者を裁くことが国際的に協議された際に、米英仏日伊の５か国は1919年のパリ講和会議に先だって行われた平和予備会議において報告書をまとめ、「戦争の法と慣習ならびに人道の法に違反した敵国民はすべて、その階級の相違に関わりなく、元首を含めて刑事訴追を受ける可能性がある」として国家元首を含む戦争開始者の訴追の余地を明示した。一方で同報告書では「平和的口実のもとに隠蔽され、次いで誤った理由で宣言された侵略戦争の開始は、公衆の良心が非難し、歴史が弾劾する振舞いではあるが、平和維持のためのハーグにおける諸制度の純粋に選択的な性格からすれば、侵略戦争は実定法に直接違反する行為とはみなされないかもしれ」ないとし、「侵略戦争は不正ではあるが違法ではないという地点に逆戻りした」観があった。そして締約されたヴェルサイユ条約においては「国際道義と条約に対する最高の罪を犯した」として前ドイツ皇帝ウィルヘルム2世を訴追するという第227条に反映されており、第一次世界大戦終結に関わる国際条約の時点で侵略戦争を国際犯罪と見なそうとする動き（前例）があったことが知られている。なおウィルヘルム2世自身はオランダに亡命し裁判は行われなかったものの、一部の者については裁判、処罰が行われている。
多数意見である極東国際軍事裁判判決書においては、「この条約の批准に先立って、締約国のあるものは、自衛のために戦争を行う権利を留保し、この権利のうちには、ある事態がそのような行動を必要とするかどうかを、みずから判断する権利を含むと宣言した。国際法にせよ、国内法にせよ、武力に訴えることを禁じている法は、必ず自衛権によって制限されている。自衛権のうちには、今にも攻撃を受けようとしている国が、武力に訴えることが正常であるかどうかを、第一次的には自分で判断するという権利を含んでいる。ケロッグ・ブリアン条約（パリ不戦条約）を最も寛大に解釈しても、自衛権は、戦争に訴える国家に対して、その行動が正当かどうかを最後的に決定する権限を与えるものではない。右に述べた以外のどのような解釈も、この条約を無効にするものである。本裁判所は、この条約を締結するにあたって、諸国が空虚な芝居をするつもりであったとは信じない」 とし、弁護側の主張を却下している。

#### 事後法の観点
ラダ・ビノード・パール判事の意見書のように、第二次世界大戦の戦後処理が構想された際、アメリカが1944年（昭和19年）秋から翌年8月までの短期間に国際法を整備したことから、国際軍事裁判所憲章以前には存在しなかった「人道に対する罪」と「平和に対する罪」の2つの新しい犯罪規定については事後法であるとの批判や、刑罰不遡及の原則（法の不遡及の原則）に反するとの批判がある。また、戦後処罰政策の実務を担ったマレイ・バーネイズ大佐は、開戦が国際法上の犯罪ではないことを認識していたし、後に第34代大統領になるドワイト・D・アイゼンハワー元帥も、これまでにない新しい法律をつくっている自覚があったため、こうした事後法としての批判があることは承知していたとみられている。
しかし、フランスや日本といった大陸法系の考えでは、行為時に成文として存在しない法律を根拠に処罰されれば事後法に該当するが、アメリカやイギリスといった英米法の考えでは、行為時に成文法でとして禁止されていない行為であってもコモン・ロー上の犯罪として刑罰を科すことが可能であり、それは事後法には該当しない。まず、慣習法も実定法の一つであり、これについては、世界的に慣習法での処罰が長らく行われ、現在でもまだ実際に存在することもあってか、法学者間にもあまり異論を見ない。さらに英米法の考えでは、過去の判決の集積などから導き出された法原理による判決であれば、必ずしも具体的な判例がある必要はなく、それは事後法に反しないとする考え方がなされる。その一般的な法原理によるとする認定が正しいかどうかは、英米法では手続きの適正さによって保障されるとする。第二次世界大戦の以前にはすでに平和を破壊する行為が違法であることが、主に慣習法として、もしくはヴェルサイユ条約やパリ不戦条約など一部の条約において既に確認されていたという意見がある。東京裁判では、あくまで補足的根拠としてだが実体的根拠については、パリ不戦条約の存在を事後法ではない根拠としている。日本においても、軍律は死刑などもありながらあくまで行政処分の一種という考えで、遡及適用がありうるとされていたようである 。東京裁判も法廷形式をとってはいるが、議会等の定めた軍法によらず、行政府の定めた軍律による軍律会議であり、行政処分である。また、当時敗戦までの一時期存在したナチス法理論では事後法は必ずしも否定されておらず、東京裁判の参加国の一つであるソ連の社会主義法理論においても同様である。

#### 不作為責任
通例の戦争犯罪との関連で指摘されている問題点は、部下の戦争犯罪に関する軍指揮官の「不作為責任」という概念である。軍指揮官（上官）の部下に対する監督義務違反の可罰性は「上官責任 (Command Responsibility)」という概念として形成され、いくつかのBC級戦犯裁判において大きな争点となっており、東京裁判においても重要な意義を有していた。
第二次世界大戦当時の国際慣習法では、指揮・命令をした者だけを問題にし、不作為犯に責任を負わせるまでには至っていなかった。国家が戦争を遂行する中で犯される犯罪は、実際に犯罪を実行する者が末端の兵士であるとしても組織の問題であって、組織の上層部の責任が問われるのは当然である。しかしこれが認められ国際条約として不作為による戦争犯罪に刑事処分を科す旨を定めたのは「戦争犯罪及び人道に反する罪についての時効不適用に関する1968年の条約」のことであったとされる。

### 証拠規則
ジョン・ダワーは「この裁判が公正であったかどうかについての意見の相違は、軍事法廷の手続きとしてなにを適切と考えるかという前提の違いに表れる。陸軍長官スティムソンでさえ、一般の法廷でふつうにある、さらには軍法会議にもあるような、訴訟手続き上の規則や保証もなしにこのような裁判が行われるとは想像だにしなかった。軍事法廷、あるいは軍事委員会の手法が採用されたのは、そうすることで、検察側にほかの状況では許されない手続き上の裁量が、とくに証拠の証拠能力有無の裁量が可能になるからである」とし、連合国は被告人の主張を正当化することを妨害するために、証拠に関して制限を加えたと指摘し、「勝者によって緩められた証拠規則が、裁判に恣意性と不公正の入りこむ余地を与えた」ことは明らかであると批判した。
極東国際裁判所条例13条に「本裁判において証明力あると認むるいかなる証拠をも受理する」とあり、英米法の証拠規則ほど厳格ではなかった。その一方で、手続きは英米法の考えによるとしたものの、一身の安全を図りたい被告人と治安維持の目的を達成したい原告人のゲームと捉えられる面もある英米法の手続きに対して、東京裁判は侵略や戦争中の不法行為の実態を明らかにするという目的も有していたため、証明力･信憑性があるかという観点からある程度変えられるのは当然という考え方もある。

### 協議の経過
ベルナール判事は、裁判後「すべての判事が集まって協議したことは一度もない」 と東京裁判の問題点を指摘した。
オランダからのベルト・レーリンク判事は当初、他の判事と変わらない日本側でよく言われる「戦勝国としての判事」としての考え方を持っていたとされるが、大陸法系の考えが強い彼は他の英米法系の裁判官と考えが異なっており、パール判事の反対意見を書くという考えに影響を受け、自身も反対意見として表明することにしたといわれる(ただし、彼自身の判決中の考えはパール判事の考えとは全く異なる)。「多数派の判事たちによる判決はどんな人にも想像できないくらい酷い内容であり、私はそこに自分の名を連ねることに嫌悪の念を抱いた」とニュルンベルク裁判の判決を東京裁判に強引に当てはめようとする多数派の判事たちを批判する内容の手紙を1948年7月6日に友人の外交官へ送っている。ただし、レーリンク自身、後に東京裁判当時は国際法に関してはまだ素人同然だった事実を認めたうえで、当時ユトレヒト大学でオランダ領東インドの刑法について教えていたので、アジアの事を多少は知っているだろう、といった理由だけで選ばれた、と述懐している。

### 「A級戦犯」
A級戦犯容疑者として逮捕されたが、長期の勾留後不起訴となった岸信介や笹川良一らについても、有罪判決を受けていないにも関わらず、日本国内のメディアや言論人のみならず欧米にさえ今日に至るまで「A級戦犯」と誤って、もしくは意図的に呼ぶ例が少なからず見受けられる。こうした用語法は、連合国の国民のみならず日本国民においてさえ、この裁判をめぐる議論において、「初めに有罪ありき」の前提で考える人が少なくないことを示しており、東京裁判肯定論、ひいては裁判そのものに対する不信感を醸成している。
この判決について、東條･木村をはじめ、南京事件を抑えることができなかったとして訴因55で有罪・死刑となった広田・松井両被告人を含め、東京裁判で死刑を宣告された7被告人は全員がBC級戦争犯罪でも有罪となっていたのが特徴であった。これは「平和に対する罪」が事後法であって罪刑法定主義の原則に逸脱するのではないかとする批判に配慮するものであるとともに、BC級戦争犯罪を重視した結果であるとの指摘がある。とくに松井は訴因55（通常の戦争犯罪・BC級）で、また武藤は訴因54と55で有罪を宣告されており、「A級戦犯」としても起訴されたものの「BC級戦犯」としてのみ有罪となったものである。
実際には、有罪無罪と死刑にするかどうかはそれぞれ多数決で決められており、裁判で多数をしめる英米法系の裁判官の法感覚が結果に大きく影響している。英米法では保護責任者の不作為による故意的な致死は、当時の日本における謀殺とともに"murder"の類型に属し、この当時の英及び英領植民地の殆どで死刑判決を免れない罪であった。木村は勿論、東条(死刑反対が４票あり、あと2票で死刑を免れた）も事実上泰緬鉄道での捕虜の多数死の管理責任を問われ、広田は南京事件での虐殺制止に動かなかったことが過半数の死刑支持に繋がったと考えられる。判決前に報道陣の間で捕虜殺害などに関わってなければ死刑にならないらしいという観測が出て、日本の感覚で木村や広田は死刑にならないという噂が広がったことが逆にこの点を裏付けている。

#### 死刑の扱いについて
死刑は多数決によって決まった。11人の裁判官の内、インドのパールは事後法の禁止や国家行為であることなどを理由にしつつも多分にその専門としていたヒンズー法哲学の思想と価値観から比較的早くから全員無罪論をとり、判決文書きに専念していたとされる。
ソ連はもともと社会主義者の中に死刑廃止といった理想論があったが、過酷な反革命の内戦や諸外国からの干渉戦争により、死刑が行われていた。戦争終結によりスターリンは平和と共産主義の理想を表向きアピールするために死刑を廃止、ザリヤノフは自国で死刑を廃止したことを理由に被告人に死刑を適用しないこととした。オーストラリアのウェッブは本来殺人への死刑適用が苛烈なイギリス系の国であるが、彼自身が最大の責任者である可能性があると考える天皇が訴追されていないこと、ナチスの行為にくらべれば軽くそれとの比較から、これで被告人に死刑を科するのはバランスを失するとして被告人らに死刑を適用しないこととした。AP通信のホワイト特派員がアメリカからの情報として、ウェッブが死刑を適用しない理由として自国で死刑を適用していないことを報じているが、これはホワイト特派員かその情報提供者のいずれかがソ連の話を混同したものだと思われる（この頃、オーストラリアではいずれの州や連邦でも死刑は廃止されておらず、各州で廃止され出したのはイギリスにやや遅れて1960年代後半の死刑廃止運動以降である）。
また、ウェッブの判決書でも死刑を科さない理由として天皇不起訴との関係しか書かれていない（ただし、報道陣には判決後にナチスと比べれば悪質性がまだ低いので差をつける必要性についても語っている）。この３人を絶対非死刑論者として、オランダのレーリンク、フランスのベルナールが日本と同じ大陸法の国で法感覚が共通すること、また、両国とも戦後の植民地回復を目指しており、その帝国主義的な国民感情が意識に入り込むことが避けられなかったのか、日本側に比較的理解を示している。
東京裁判を取材する報道陣の間では、判決が近づくにつれ、関係者の取材から得た情報か、虐殺などに関わっていなければ死刑はないだろうとの観測が出ていた。結果を見ると、この観測自体は当たっていたのだが、日本と英米法の殺人の概念に違いがあり、報道陣多くの理解に反し、木村と広田は死刑となった。また、きわどいと見られていた嶋田は、太平洋での虐殺が果たして軍中枢の指示があったものか証明が難しく事実認定の問題で虐殺の責任は免れた。

### 日本での評価
左派勢力からは、本裁判の結果を否定することは「戦後に日本が築き上げてきた国際的地位や、多大な犠牲の上に成り立った『平和主義』を破壊するもの」、「戦争中、日本国民が知らされていなかった日本軍の行動や作戦の全体図を確認することができ、戦争指導者に説明責任を負わせることができた」 として東京裁判を肯定（もしくは一部肯定）する意見もある。
また、もし日本人自身の手で行なわれていたら、もっと多くの人間が訴追されて死刑になったとする見解もある（ただし、東条英機ら被告人は国内法・国際法に違反したわけではないと主張する見解もある）。日本におけるマスコミの論調、国民の間では、占領期を含めてかなり後まで「むしろ受容された形跡が多い」という。宮台真司はこの裁判を、昭和天皇と日本国民の大部分から罪を取り除いて戦後の復興に向けた国際協力を可能にするために、もっぱらA級戦犯が悪かったという「虚構」を立てるものだったと位置づけ、A級戦犯だけが悪かったわけではないにせよ、虚構図式を踏襲するべきだと主張した。

### 「東京裁判史観」
東京裁判史観とは、東京裁判の判決をもとにした歴史認識のことで、満洲事変からいわゆる「太平洋戦争」にいたる日本の行動を「一部軍国主義者」による「共同謀議」にもとづいた侵略とする点を特色とする。この史観は連合国軍総司令部民間情報教育局により昭和20年末から新聞各紙に連載された「太平洋戰爭史」によって一般に普及した。この史観は、「勝者の裁き」に由来する押しつけられた歴史認識として保守派から批判があり、また昭和天皇や731部隊の戦争責任が免責されたため進歩派からも問題点を指摘されている。
秦郁彦によれば、1970年代に「東京裁判史観」という造語が論壇で流通し始めた。東京裁判の否定論者は、東京裁判が認定した「日本の対外行動＝侵略」という歴史観と、それに由来する「自虐史観」に反発の矛先を向けているという。秦は渡部昇一（英語学）、西尾幹二（ドイツ文学）、江藤淳・小堀桂一郎（国文学）、藤原正彦（数学）、田母神俊雄（自衛隊幹部）といった歴史学以外の分野の専門家や、非専門家の論客がこうした主張の主力を占め、「歴史の専門家」は少ないと指摘している。
これらの論者があげる裁判そのものへの批判としては以下のような主張がある。
- 審理では日本側から提出された3千件を超える弁護資料（当時の日本政府・軍部・外務省の公式声明等を含む第一次資料）がほぼ却下されたのにも拘らず、検察の資料は伝聞のものでも採用するという不透明な点があった（東京裁判資料刊行会）。戦勝国であるイギリス人の著作である『紫禁城の黄昏』すら却下された[222]。
- 判決文には、証明力がない、関連性がないなどを理由として「特に弁護側によって提出されたものは、大部分が却下された」とあり、裁判所自身これへの認識があった。[223]

また江藤淳によればGHQは占領下の日本においてプレスコードなどを発して徹底した検閲、言論統制を行い、連合国や占領政策に対する批判はもとより東京裁判に対する批判も封じた。裁判の問題点の指摘や批評は排除されるとともに、逆にこれらの報道は被告人が犯したといわれる罪について大々的に取上げ繰返し宣伝が行われた（ウォー・ギルト・インフォメーション・プログラム）とも主張している。ただし、GHQからメディアに対し宣伝するようにとの具体的な圧力があったとの話はとくに聞かれない。また、占領下で一般にGHQ批判が許されなかったのは事実だが、裁判自体は、路上であればとても言う事が許されないようなことを被告人側は堂々と主張していると評される状態であった。
秦は裁判の否定論者が「好んでとりあげる論点」として以下の例を挙げている。
1. 侵略も残虐行為も「お互いさま」なのに「勝者の裁き」だったゆえに敗者の例だけがクローズアップされたと強調する。
2. 「パール判決書」を「日本無罪論」として礼賛する。
3. 講和条約11条で受諾したのは「裁判」ではなく「判決」と訳すべきだったと強調する。
4. 二次的所産の歴史観を批判の対象とする。

## 関連作品
小説
- 豊田穣 『小説・東京裁判』 講談社 ISBN 4062005484
- 松本清張 『砂の審廷 小説東京裁判』 ちくま文庫 ISBN 4480424636
- 山崎豊子 『二つの祖国』 新潮文庫（上中下）。のち新潮社『全集 16〜18』(昭和59年NHK大河ドラマ 『山河燃ゆ』の原作)
- 城山三郎 『落日燃ゆ』 新潮文庫。主人公は広田弘毅
- 猪瀬直樹 『ジミーの誕生日』文藝春秋
- 吉村昭 『プリズンの満月』新潮社

映画
- 『大東亜戦争と国際裁判』(1959年)
- 『私は貝になりたい』（1959年）
- 『東京裁判』（1983年）
- 『プライド・運命の瞬間』(1998年)
- 『私は貝になりたい』（2008年）
- 『東京審判』 (2006年 中国)

テレビ
- 『私は貝になりたい』（1958年 TBSの前身『ラジオ東京テレビ』で放映されたテレビドラマ。1994年にも同局でリメイク版が放映）
- 『日本の戦後「第8集 審判の日 極東国際軍事裁判」』（1977年にNHK総合の「NHK特集」で放送された再現ドキュメンタリー）
- 『山河燃ゆ』（1984年 山崎豊子『二つの祖国』を原作にしたNHK大河ドラマ）
- 『私は貝になりたい』（1994年 TBSで放送された1958年版のリメイクドラマ
- 『私は貝になりたい』（2007年 日本テレビで放送されたテレビドラマ）
- 『ドラマ 東京裁判』（2016年 NHKスペシャル）
- 『二つの祖国』（2019年 テレビ東京で放送された山崎豊子『二つの祖国』を原作としたテレビドラマ）
- 『映像の世紀バタフライエフェクト』 (2024年 NHK総合テレビジョンで放送されたドキュメンタリー)

戯曲
- 『神と人とのあいだ』（木下順二 1972 講談社）
- 『夢の裂け目』 (井上ひさし 2001年) - 『夢の泪』『夢の痂」と合わせて東京裁判三部作と呼ばれる
- 『夢の泪』（井上ひさし 2003年）
- 『夢の痂』（井上ひさし 2006年）